# Harmignies
Harmignies (en wallon et en picard Armégnî) est une entité de la commune de Mons située en Région wallonne dans la province de Hainaut. C'était une commune à part entière avant la fusion des communes de 1977.

## Géographie
Le village s'étire le long de la route de Mons à Beaumont. Il se niche dans une cuvette arborée formée par la Trouille. Il est ceinturé de prairies et dominé au nord par les imposantes installations des industries cimentières. Ces dernières lui confèrent un double visage rural et industriel.
Hameaux et dépendances : hameau de Petit-Harveng et château de Beugnies.

## Évolution démographique
- Sources : INS, Rem. : 1831 jusqu'en 1970 = recensements, 1976 = nombre d'habitants au 31 décembre.

## Armoiries et héraldique
|  | Blasonnement : D'or à l'aigle bicéphale éployé de sable. - Arrêté royal : 19 mai 1913 |

## Urbanisme et patrimoine local

### Église Saint-Ghislain
L'église paroissiale Saint-Ghislain est située sur la chaussée de Beaumont, à hauteur du numéro 511 (à droite). Édifiée en 1842 dans un style néoclassique, elle remplace l'ancien sanctuaire qui se trouvait autrefois sur la placette de la rue "Vieille Église". Elle jouxte le cimetière, déplacé lui aussi vers 1840.
Construite à front de voirie, elle est séparée de celle-ci par un muret bas en briques. Celui-ci comprenait également une grille en fer forgé et se prolongeait côté sud par le mur du cimetière. Ces éléments sont visibles sur d'anciennes photos et cartes postales, jusqu'en 1960.
La façade comprend un portail classique en plein cintre avec clé en console, colonnes toscanes engagées, doubles pilastres ioniques panneautés et niche aveugle. Ces éléments rapportés viennent du quartier des hôtes de l'Abbaye d'Aulne. Toujours en façade, de part et d'autre du portail, deux plaques commémoratives, en hommage aux défunts des deux Guerres mondiales, ont été apposées. 
Le bâtiment se compose d'une tour en façade à flèche octogonale sur coyau, enserrée dans une triple nef de cinq travées sur colonnes toscanes en maçonnerie. Le chœur, à chevet plat, se prolonge par une sacristie. L'ensemble est sobre, en briques, pierres appareillées et couverture d'ardoise. Dix fenêtres cintrées éclairent par les bas-côtés. 

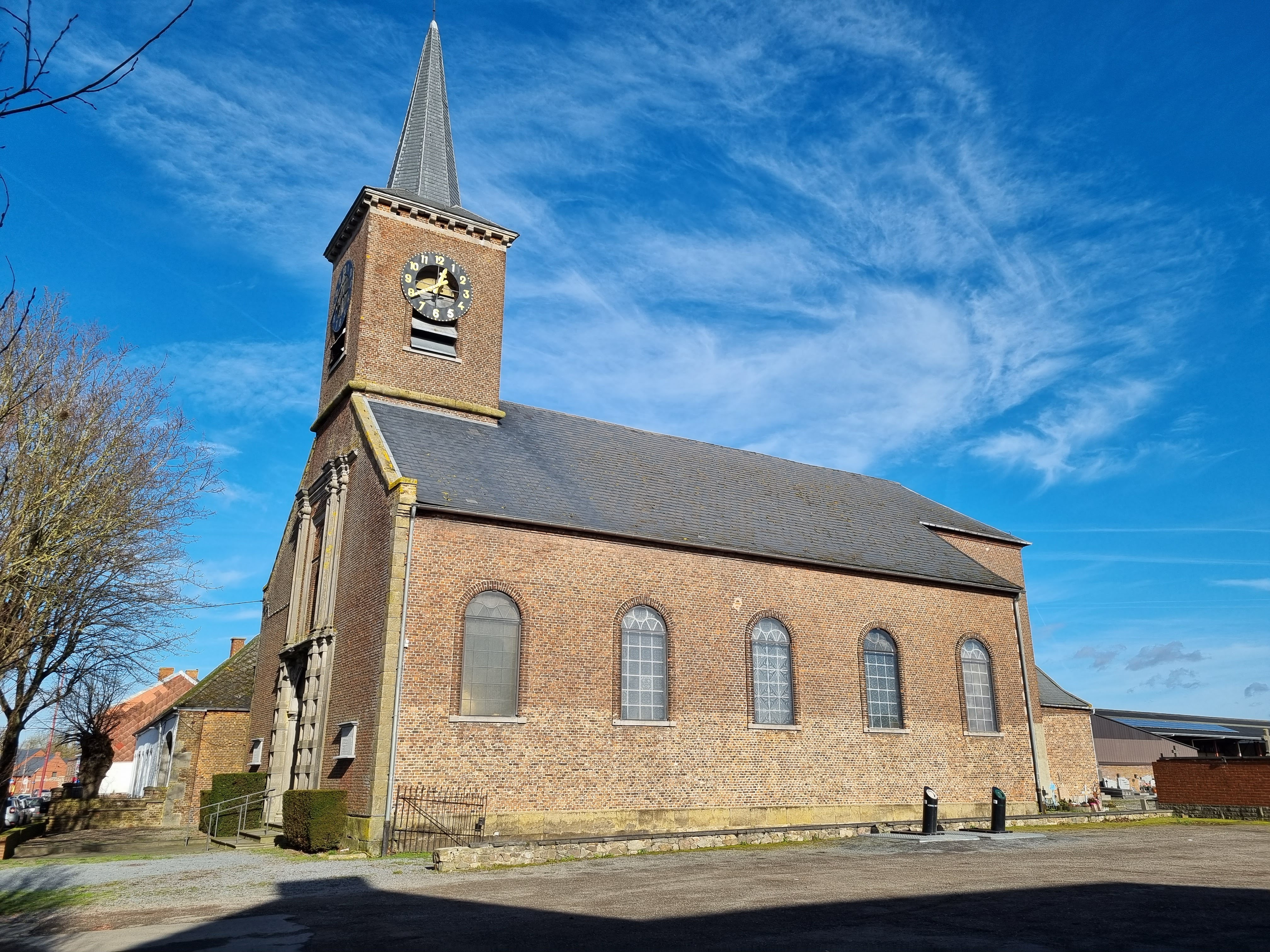
Église Saint-Ghislain, vue côté sud.
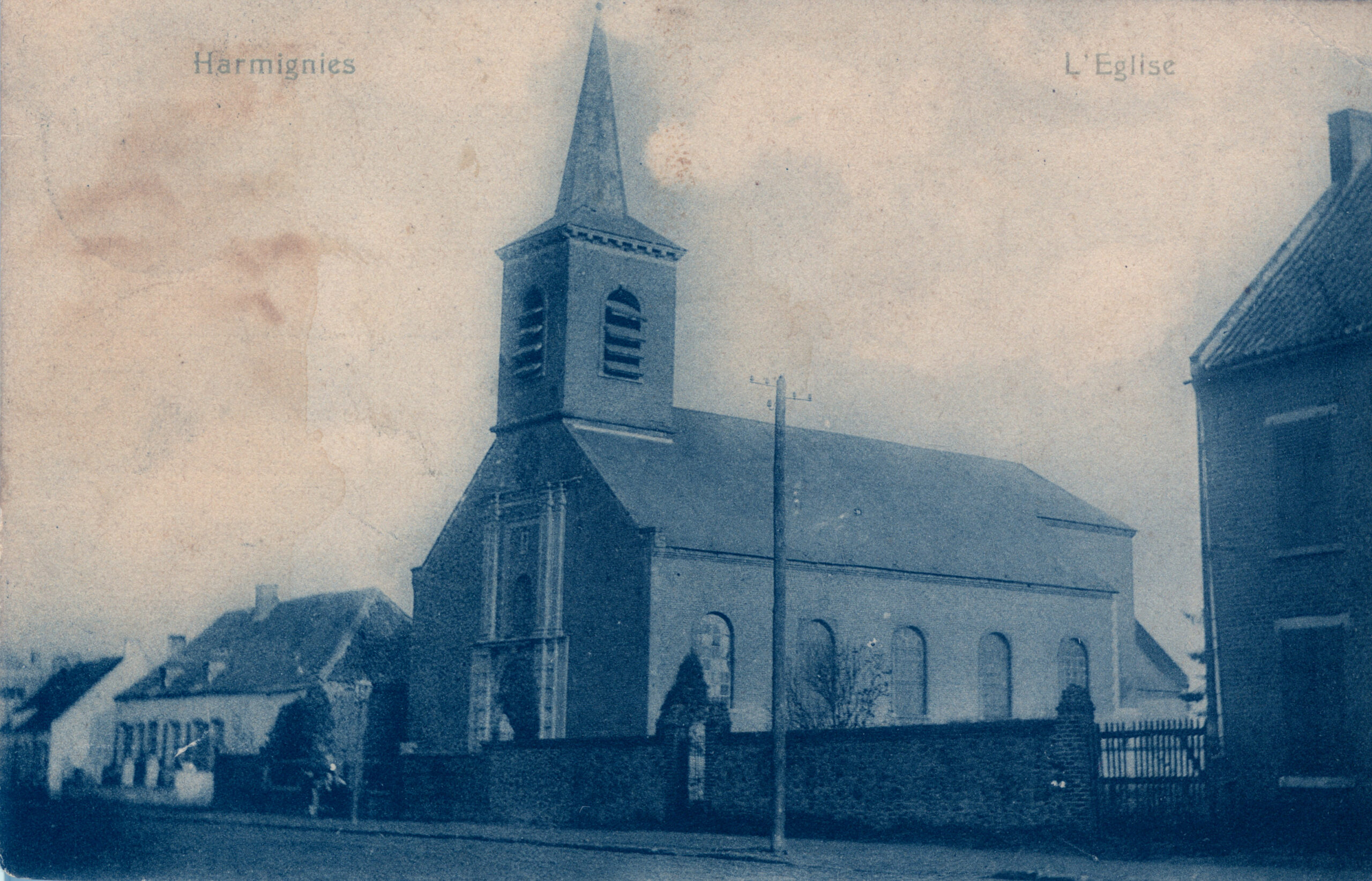
Vue d'ensemble - Carte postale ancienne - Vers 1900.
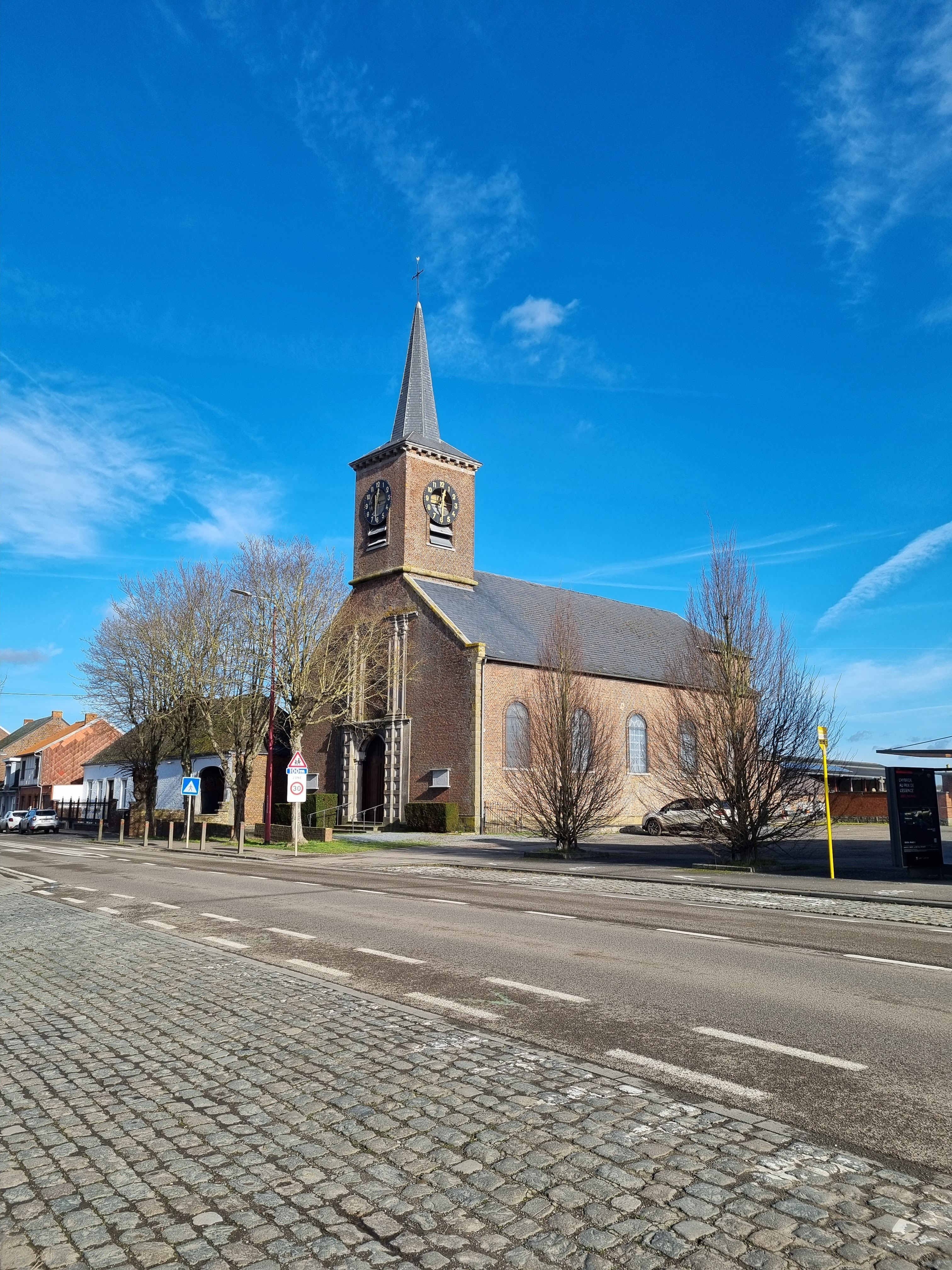
Église Saint-Ghislain, vue depuis la chaussée de Beaumont.
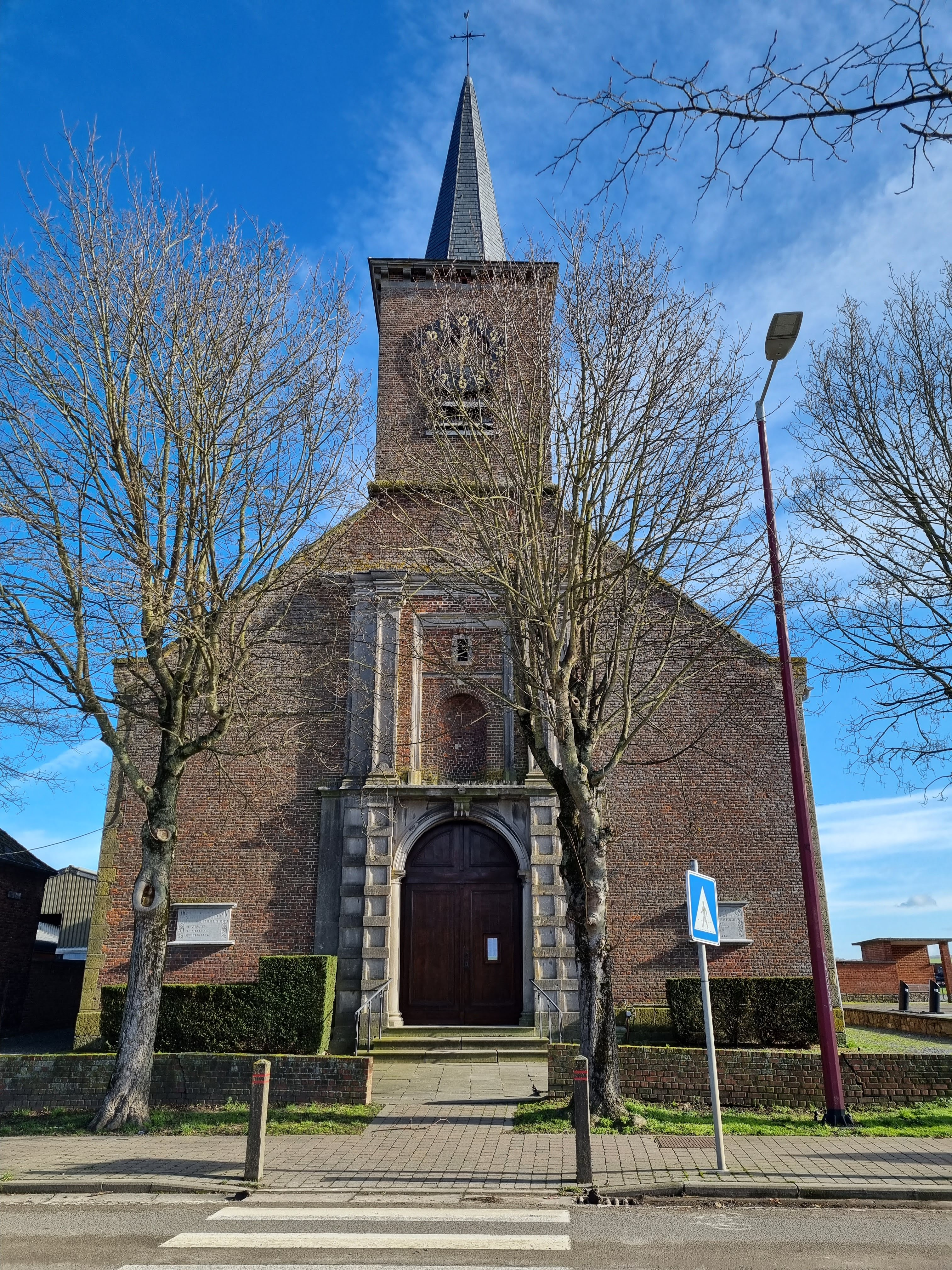
Façade Église paroissiale Saint-Ghislain.
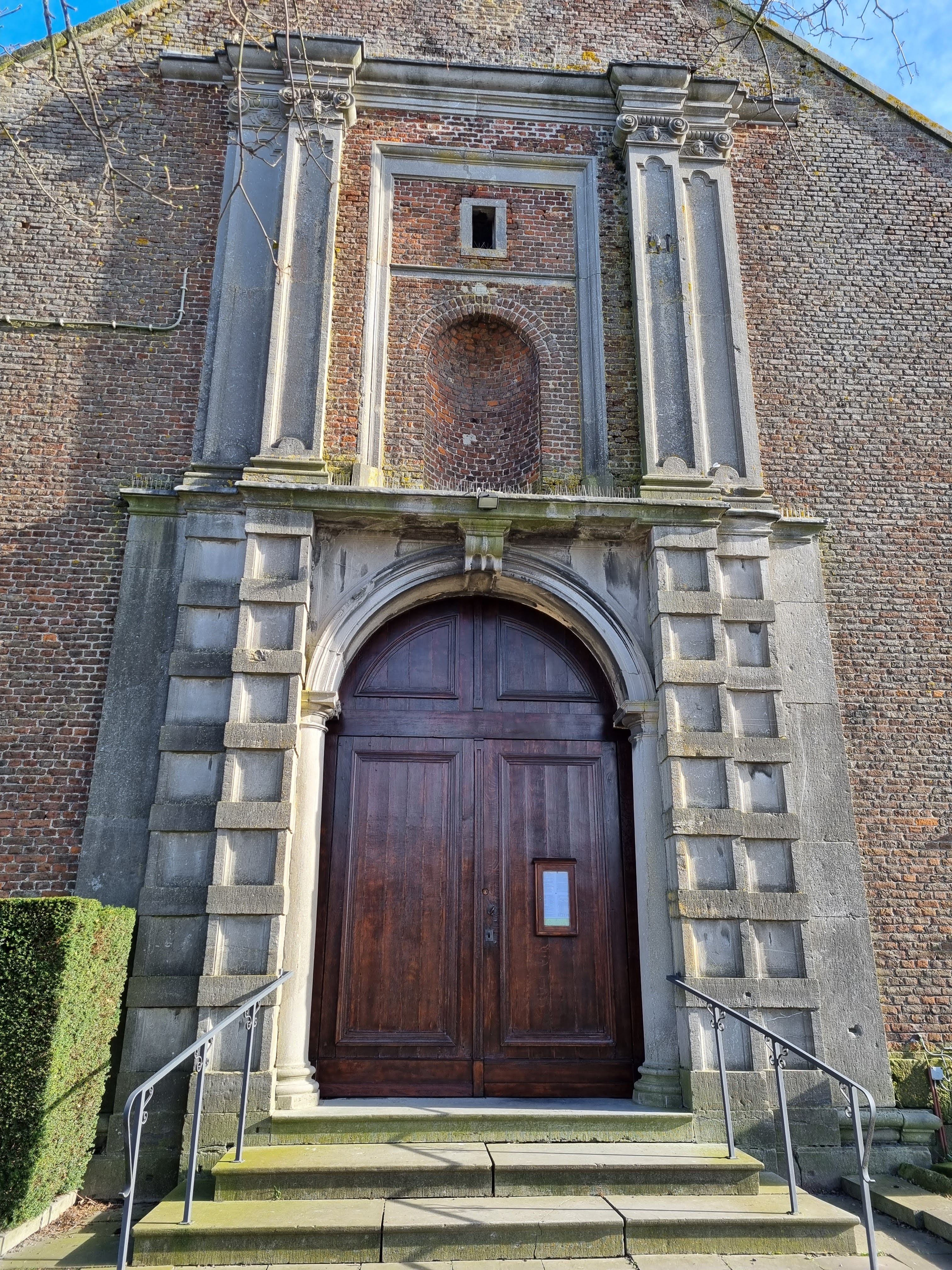
Éléments de façade venant de l'abbaye d'Aulne.
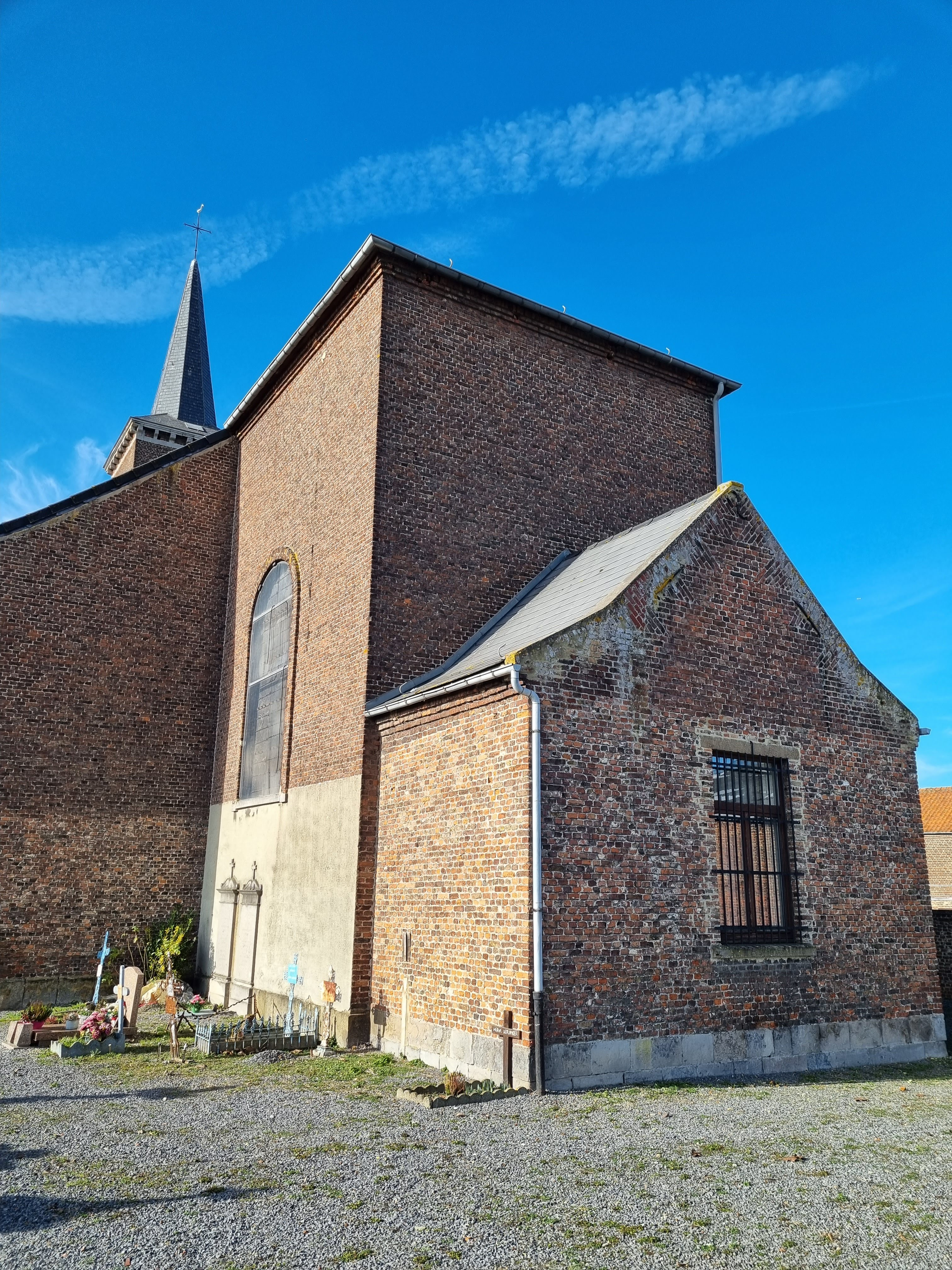
Chœur à chevet plat et sacristie.

### Chapelles et lieux de dévotion
Le territoire du village reprend 5 chapelles et plusieurs potales listées en partie par l'Agence wallonne du Patrimoine.
La chapelle Notre-Dame de Lourdes, datant de 1895 fut érigée par Louise Gobert à l'angle de la rue J. Brabant. Son style est d'esprit éclectique. Elle est incluse dans le mur de la propriété. 
La chapelle Saint-Roch, de style néoclassique, est datée selon l'Awap du XIXe siècle. Elle est située chaussée de Beaumont, à l'angle de la propriété emmurée de l'ancienne ferme de l'Abbaye datée, elle, selon ses ancres de façades de 1760. 
Chapelle du Calvaire située au fond du cimetière, derrière l'église. Grand Christ en croix. En façade, deux plaques en hommages à E. Blairon et J. Brabant. Construction probable du milieu du XXe siècle. 
La chapelle des 4 pavés, située au carrefour de rue de Villers, rue d'Harveng et Chaussée de Beaumont, a été érigée avant 1900. Le monument actuel est de restauration récente. Elle est emmurée dans le mur de la propriété de la Ferme dite du Pachon des chiens. 

La chapelle du Christ Roi est accolée à l'ensemble de la ferme du Moulin, le long du Boulevard Type. Murs blanchis. Construite vers 1934 par la famille Deghislage. Dédicace en place sous la statue. 

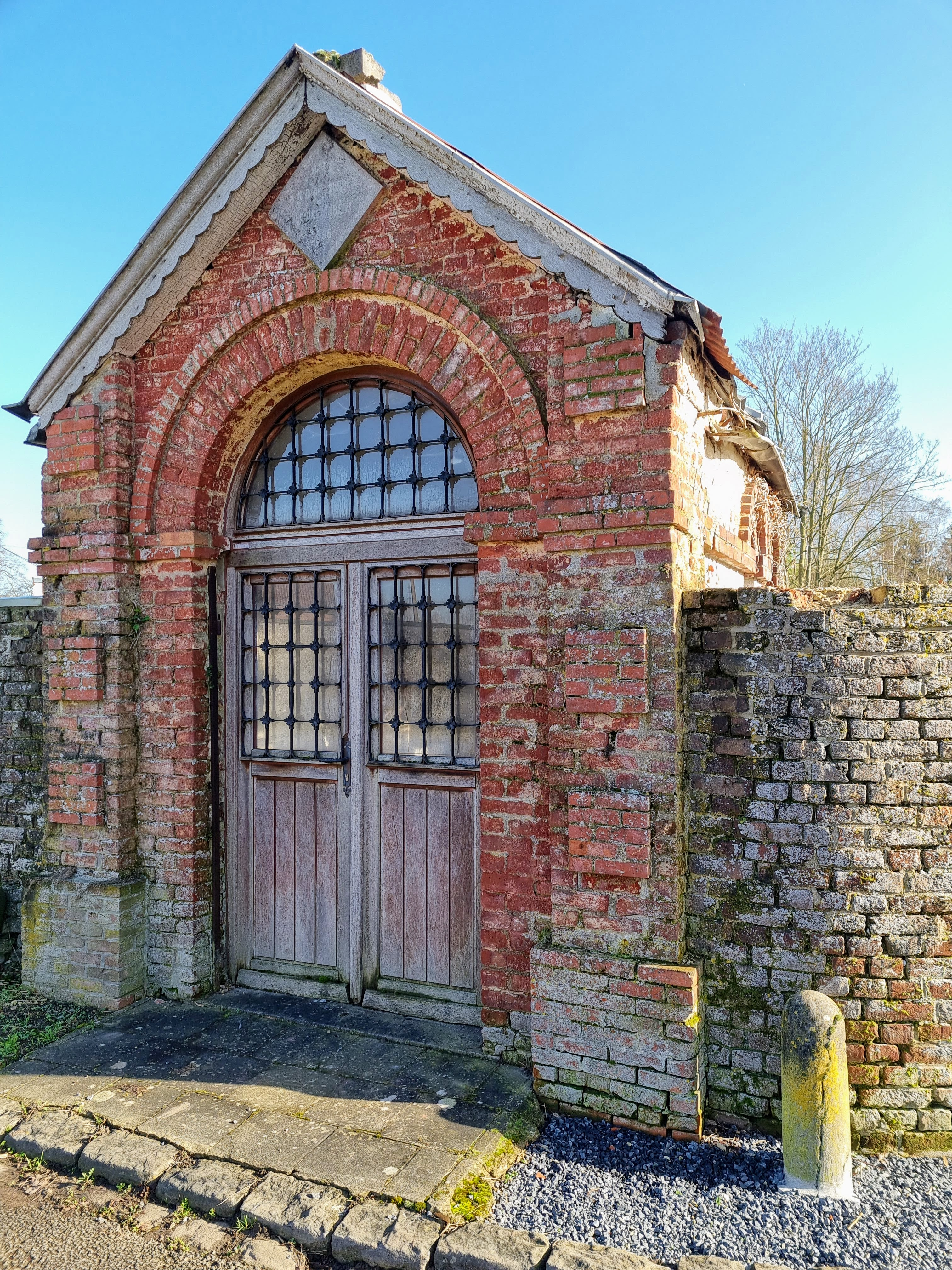
Chapelle Notre-Dame de Lourdes - 1895.
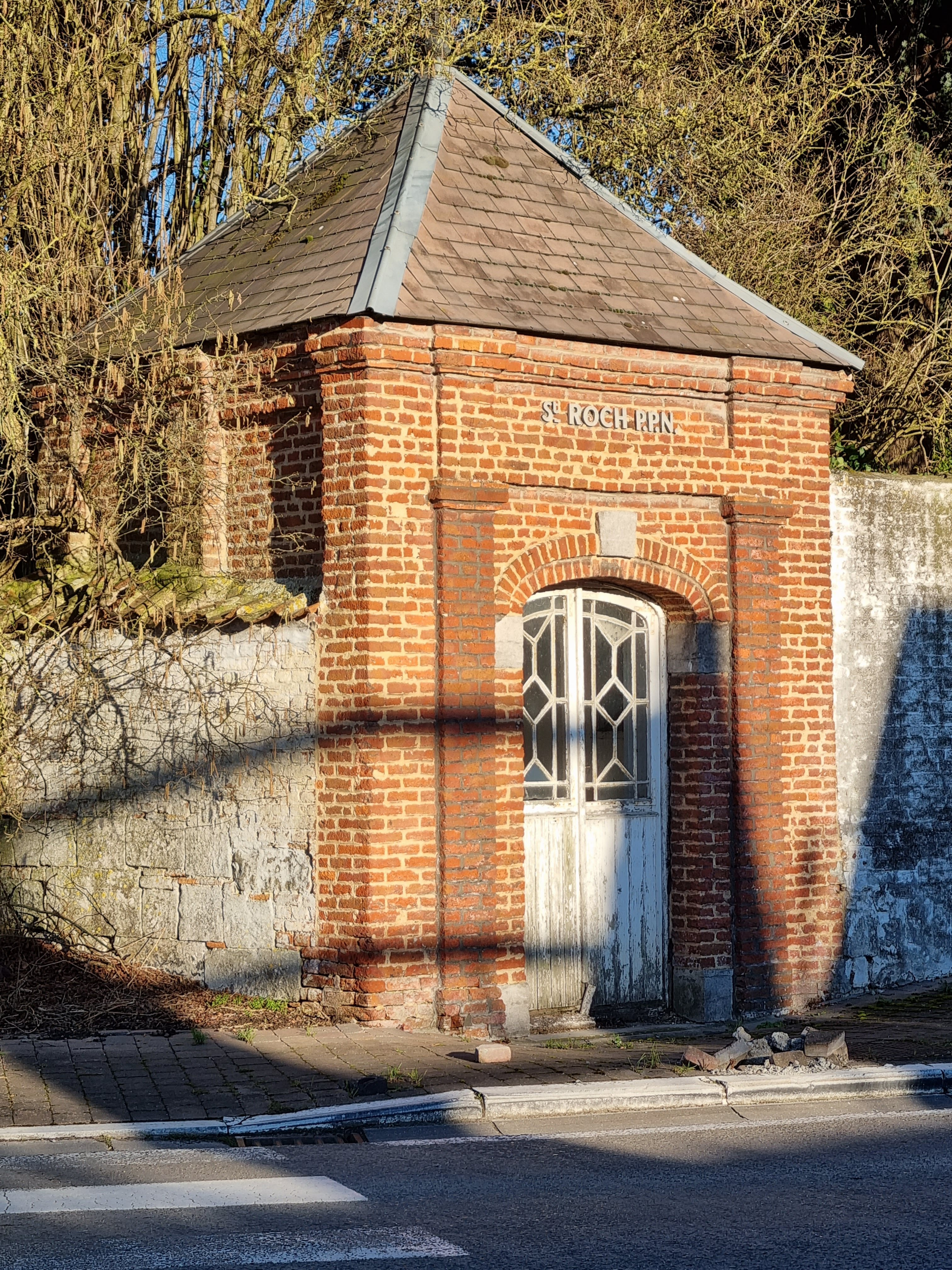
Chapelle Saint-Roch PPN - XIXe siècle.
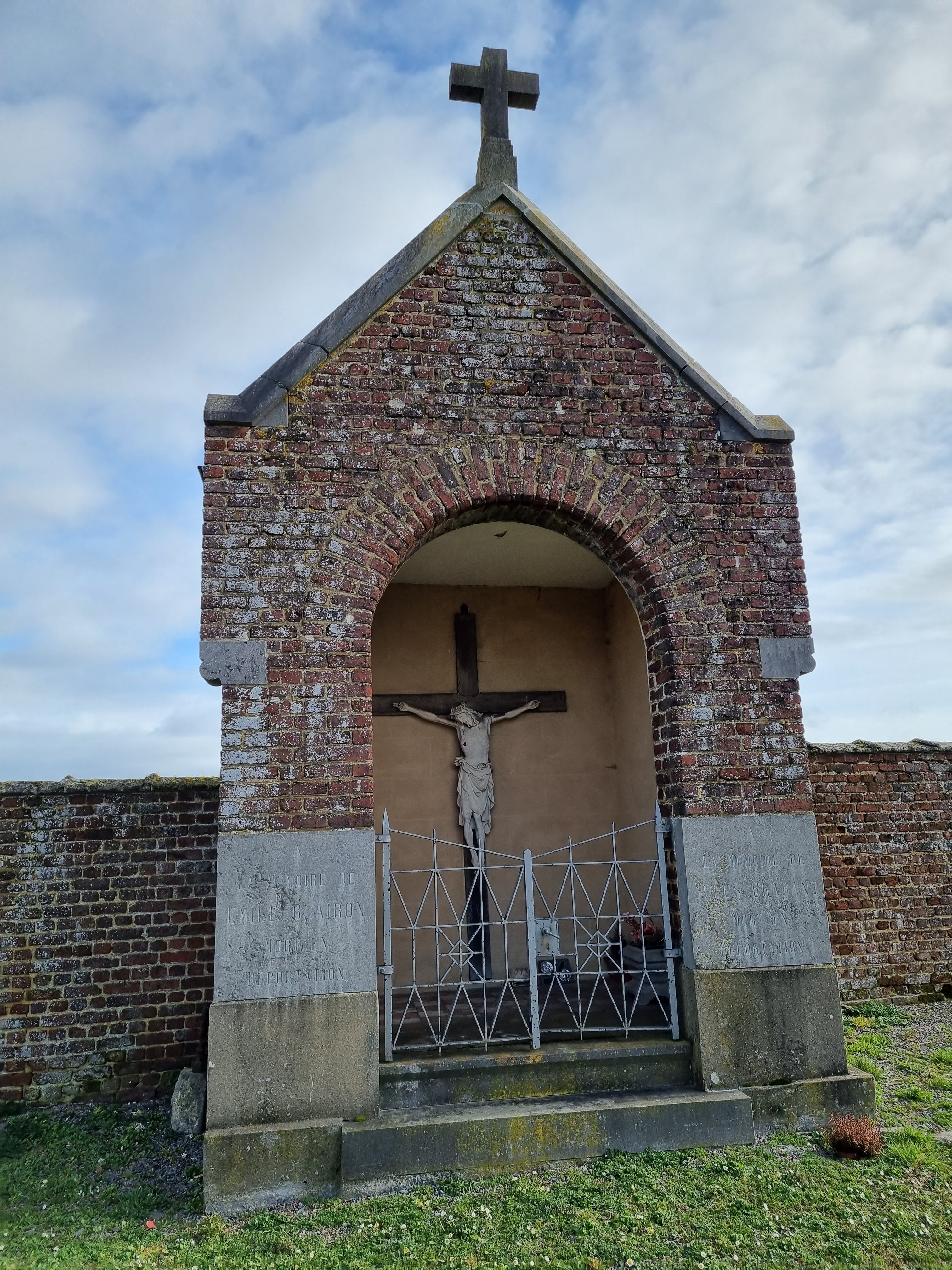
Chapelle du cimetière - Calvaire.
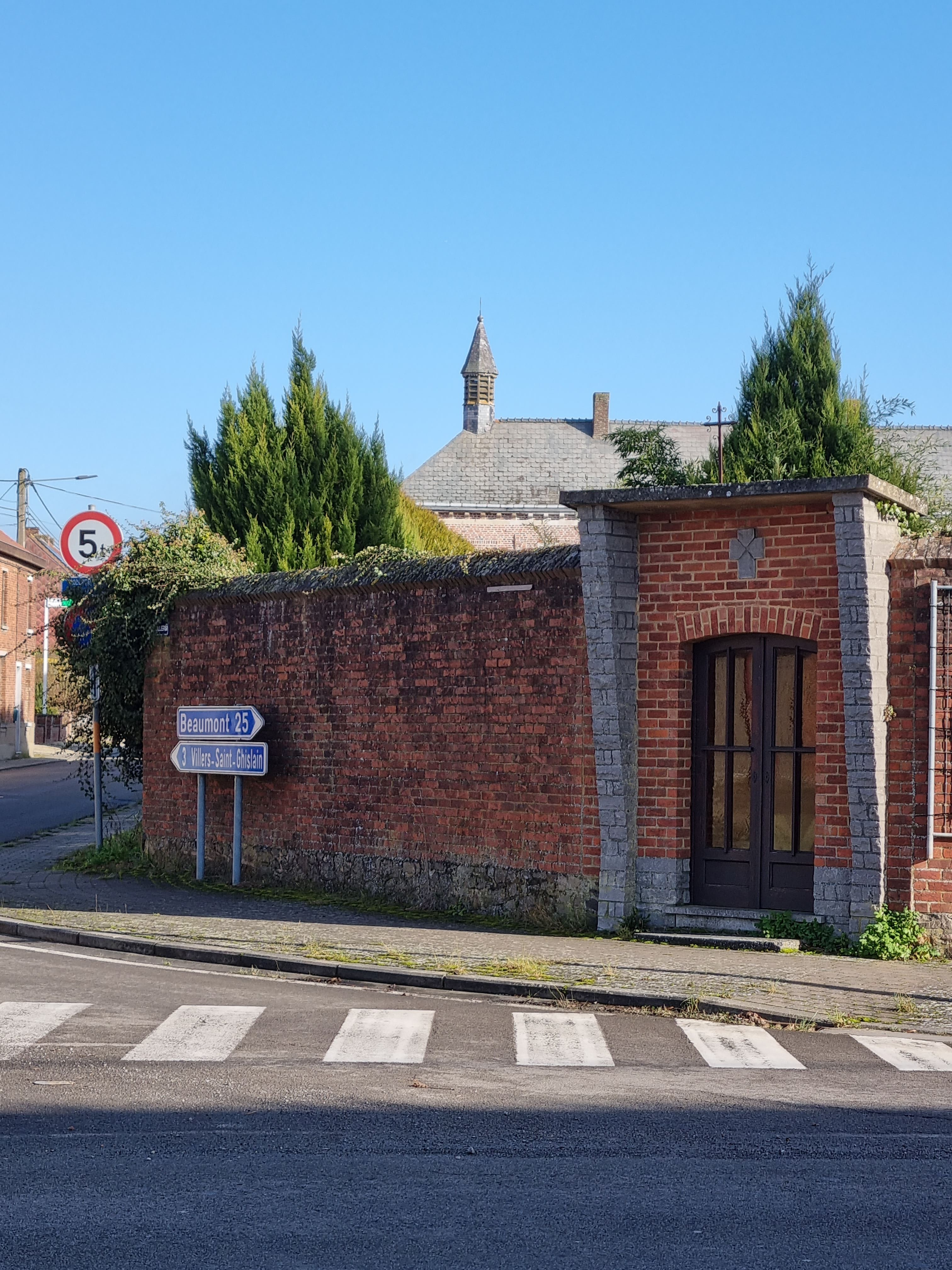
Chapelle des 4 pavés - reconstruction XXe siècle.
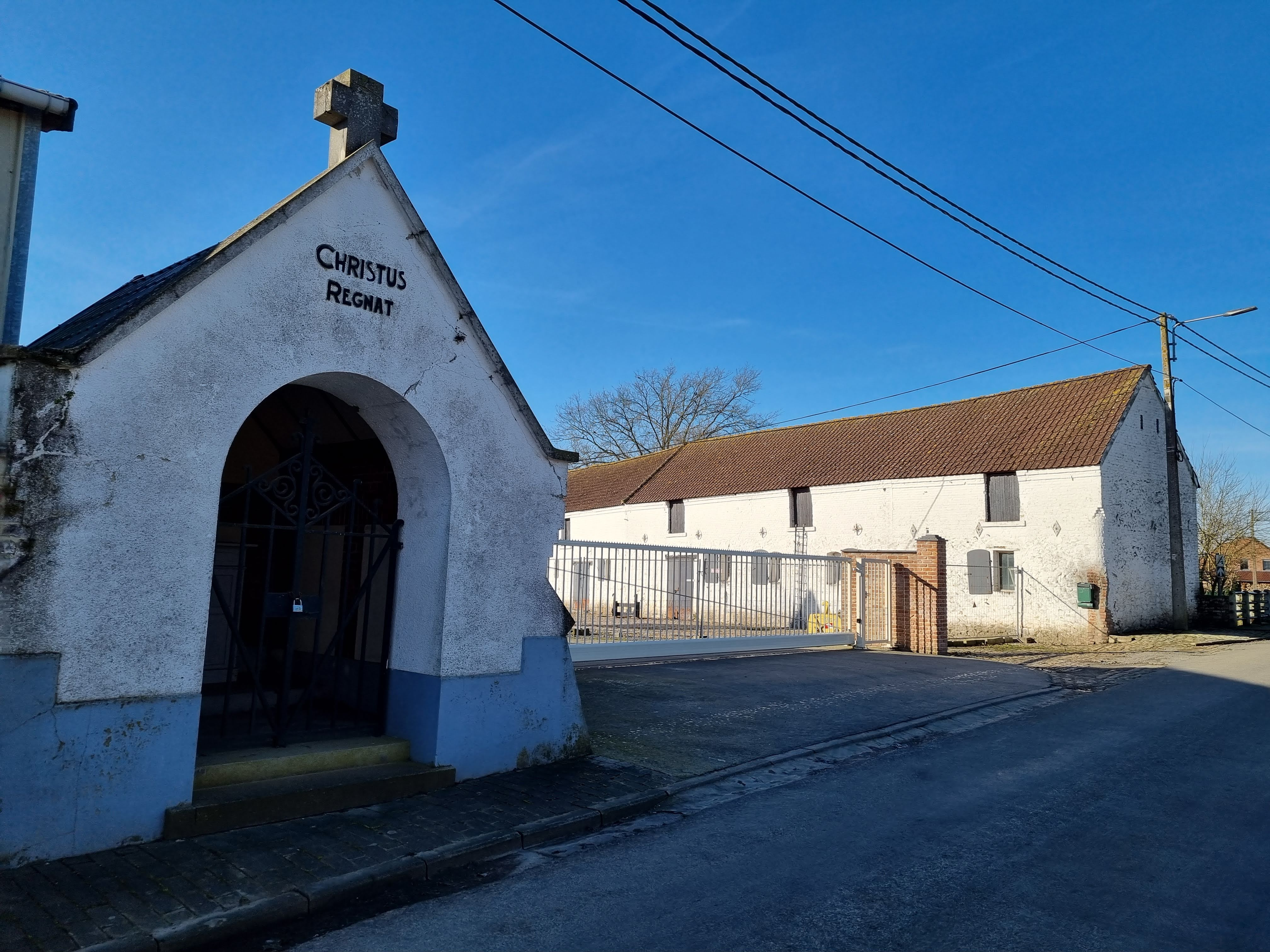
Chapelle du Christ Roi, boulevard Type - vers 1934.

Plusieurs potales sont présentes dans le village le long de la chaussée de Beaumont. Au numéro 469, ancienne forge, au-dessus de la porte : potale dédiée à saint Joseph. Au numéro 370, dans la cour de l'ancienne ferme, potale dans le mur gauche, visible de la rue. À l'entrée du village, potale dédiée au Cœur Sacré de Marie. 

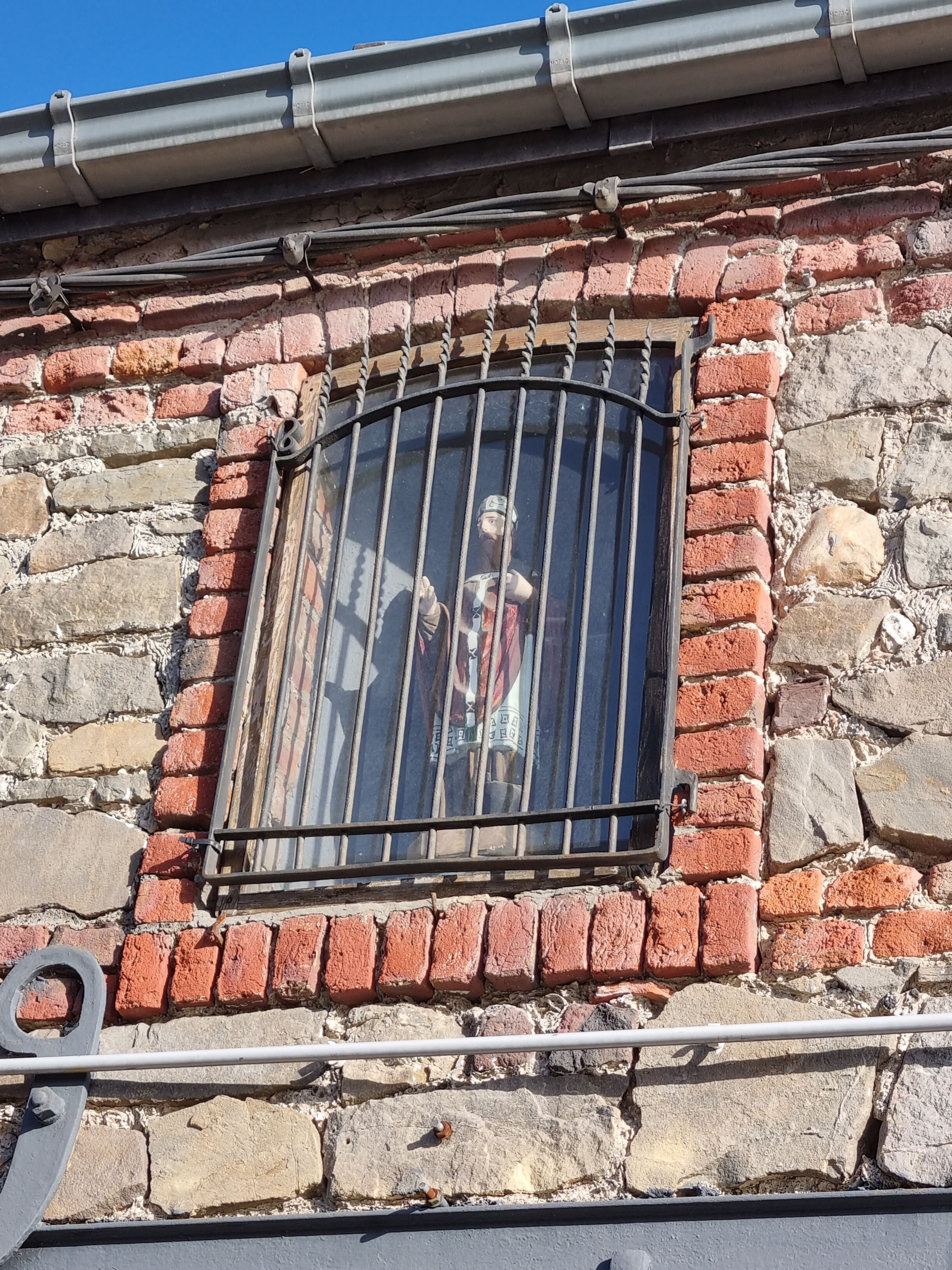
Potale dédiée à saint Joseph.
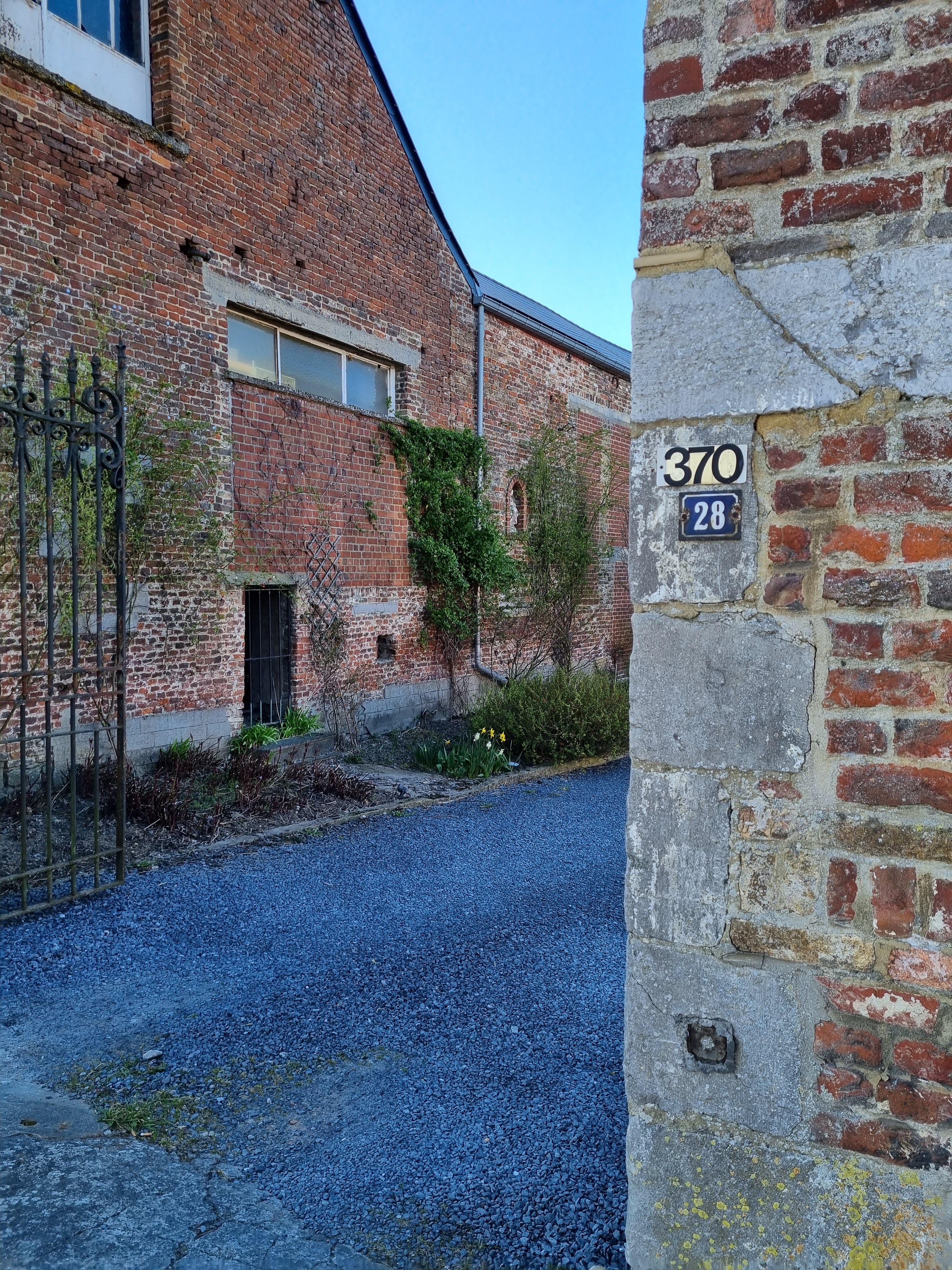
Potale, chaussée de Beaumont 370.
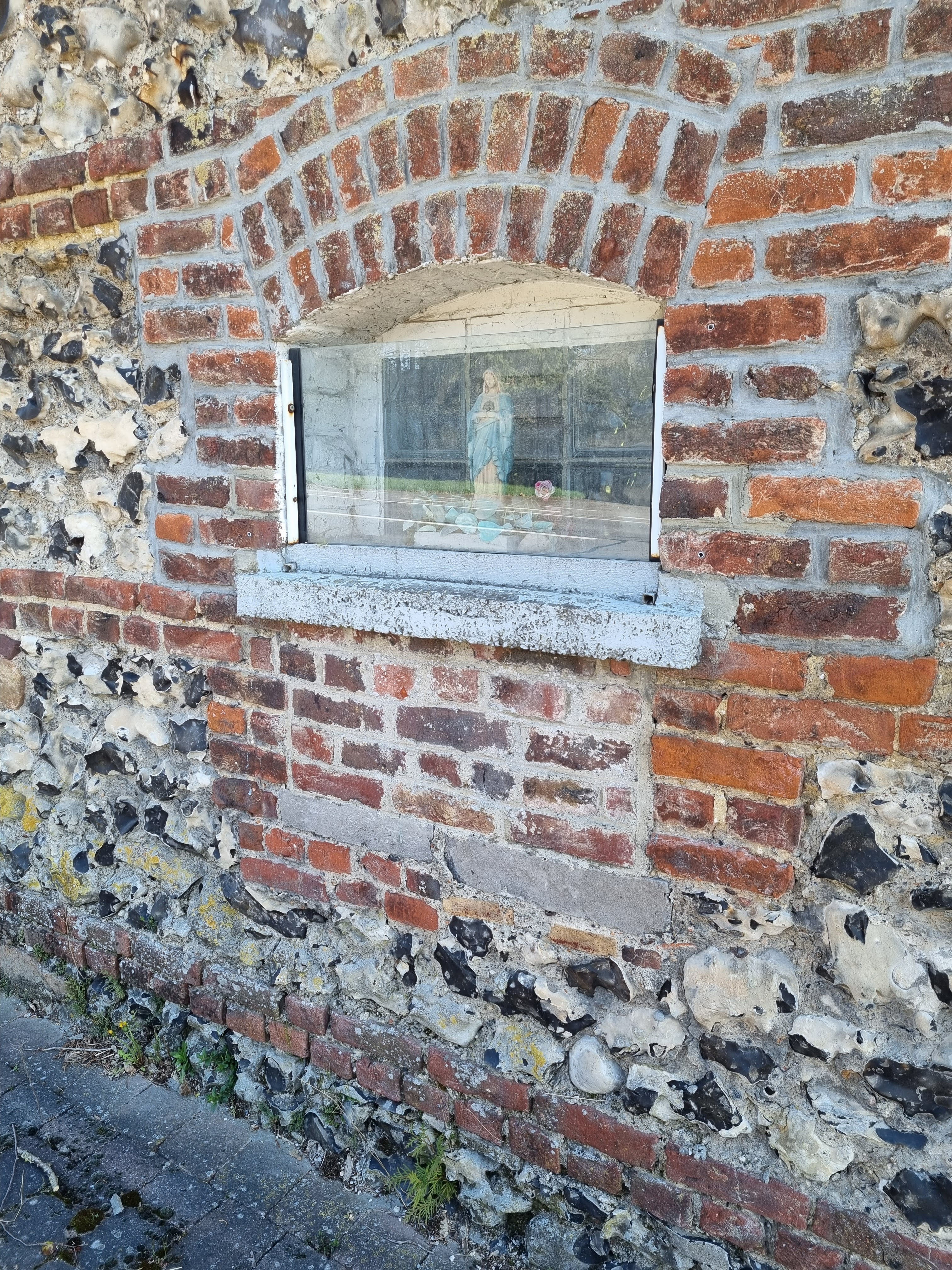
Potale Cœur Sacré de la Vierge. Entrée du village.

### Monuments commémoratifs

#### Conflits mondiaux
Deux monuments aux morts, prenant la forme de plaques commémoratives, sont apposés de manière symétrique en façade ouest de l'église paroissiale Saint-Ghislain. À gauche du portail : plaque en souvenir des déportés de la Première Guerre mondiale : Emile Blairon et Jules Brabant. À droite du portail : plaque au souvenir des combattants : Camille Lejeune et Jules Bisiaux, et otages : Marcel Chateau, de la Seconde Guerre mondiale. Plaque en pierre. Décor de lauriers encadrant latéralement le texte. 

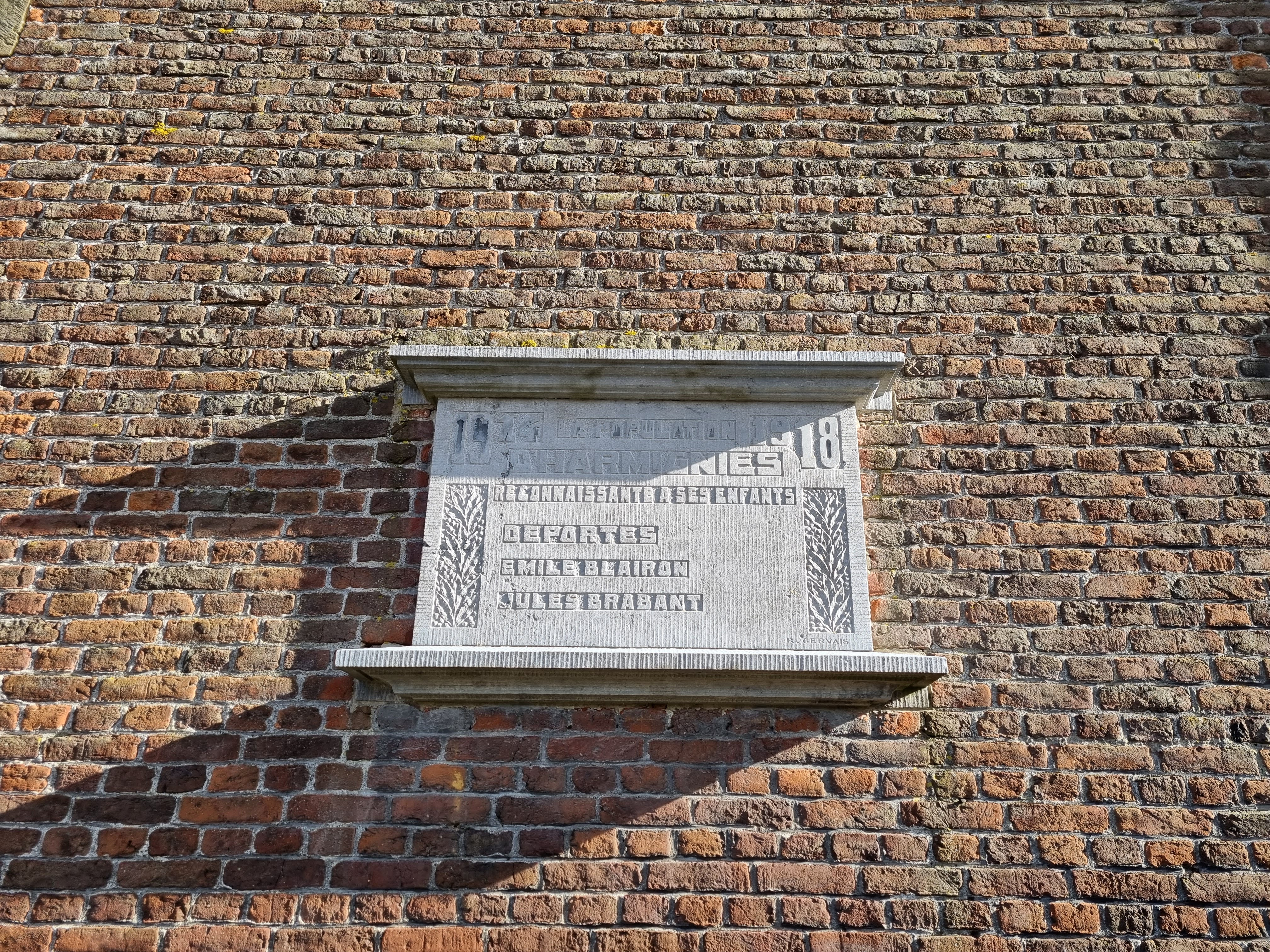
Plaque 1914-1918.
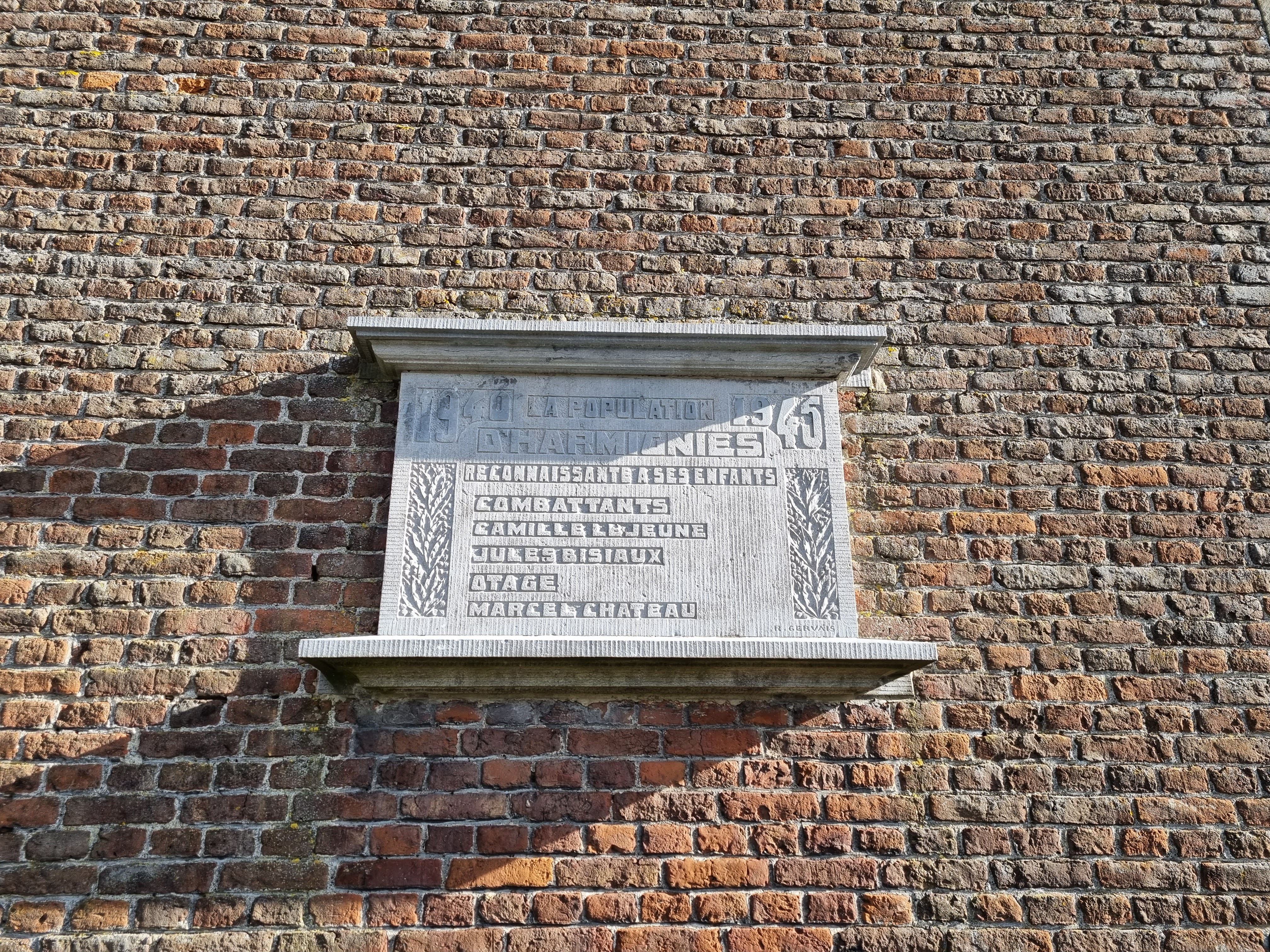
Plaque 1940-1945.

#### Victimes de l'amiante
Monument en souvenir des victimes de l'amiante. Bien qu'elle n'en porte pas explicitement le nom, la stèle fait référence aux travailleurs du site de l'ancienne usine Coverit d'Harmignies, une filiale d'Eternit. Le site, fermé en juillet 1987, fabriquait des matériaux de construction à base d'asbeste-ciment. Selon l'association Abeva (association belge de victimes de l'amiante) 210 personnes ont été victimes de l'amiante dans la région et la majorité en sont mortes. Ce recensement fait état de 24 décès à Harmignies même. Il s'agit principalement d'ouvriers du site, mais également de membres de famille par contamination indirecte. L'association a réalisé une cartographie précise des victimes  dans le village et dans ses alentours. Un conflit oppose encore les victimes et Coverit au sujet de l'obtention d'une indemnisation supplémentaire auprès de la maison mère Eternit.
En avril 2007, une plaque commémorative a été installées en façade du mur du cimetière. Elle rappelle le combat mené par différentes associations pour la reconnaissance des victimes de l'amiante et la mise en place d'un fonds d'indemnisation. Première du genre, elle a été inaugurée par les responsables du collectif amiante-produits dangereux de la CSC. L'asbestose quant à elle était reconnue comme maladie professionnelle depuis déjà 1953, et le cas des malades de l'amiante à Harmignies était déjà connu, comme le montre ce témoignage d'habitants du village dans un reportage de 1984 consacré aux malades de l'amiante en Belgique. 

Le monument reprend en particulier un hommage à Michel Verniers, ancien ouvrier et délégué syndical du site, décédé en 2009. Une plaque associée à une photo est apposée à l'avant du monument. 

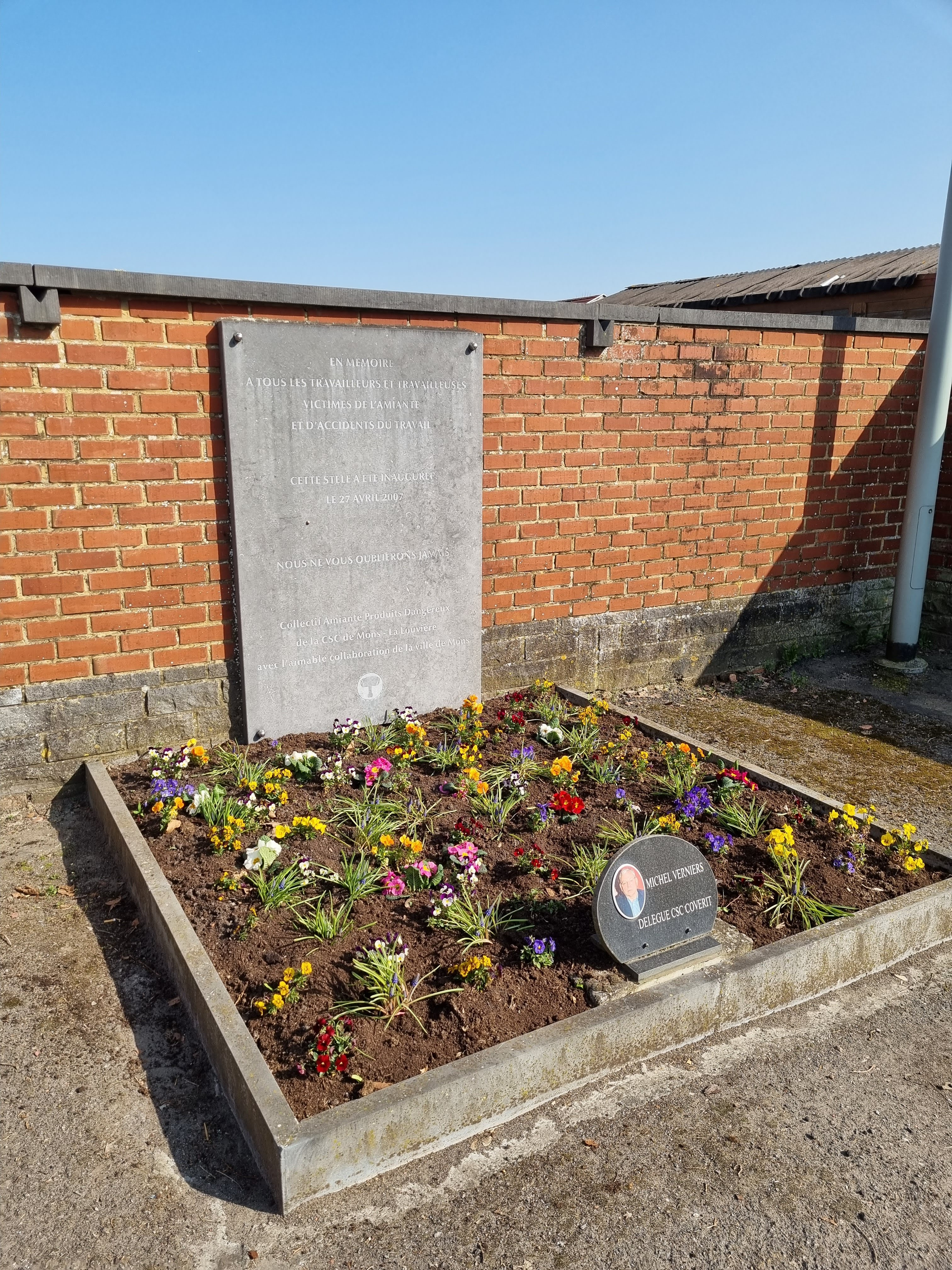
Monument hommage aux victimes de l'amiante.
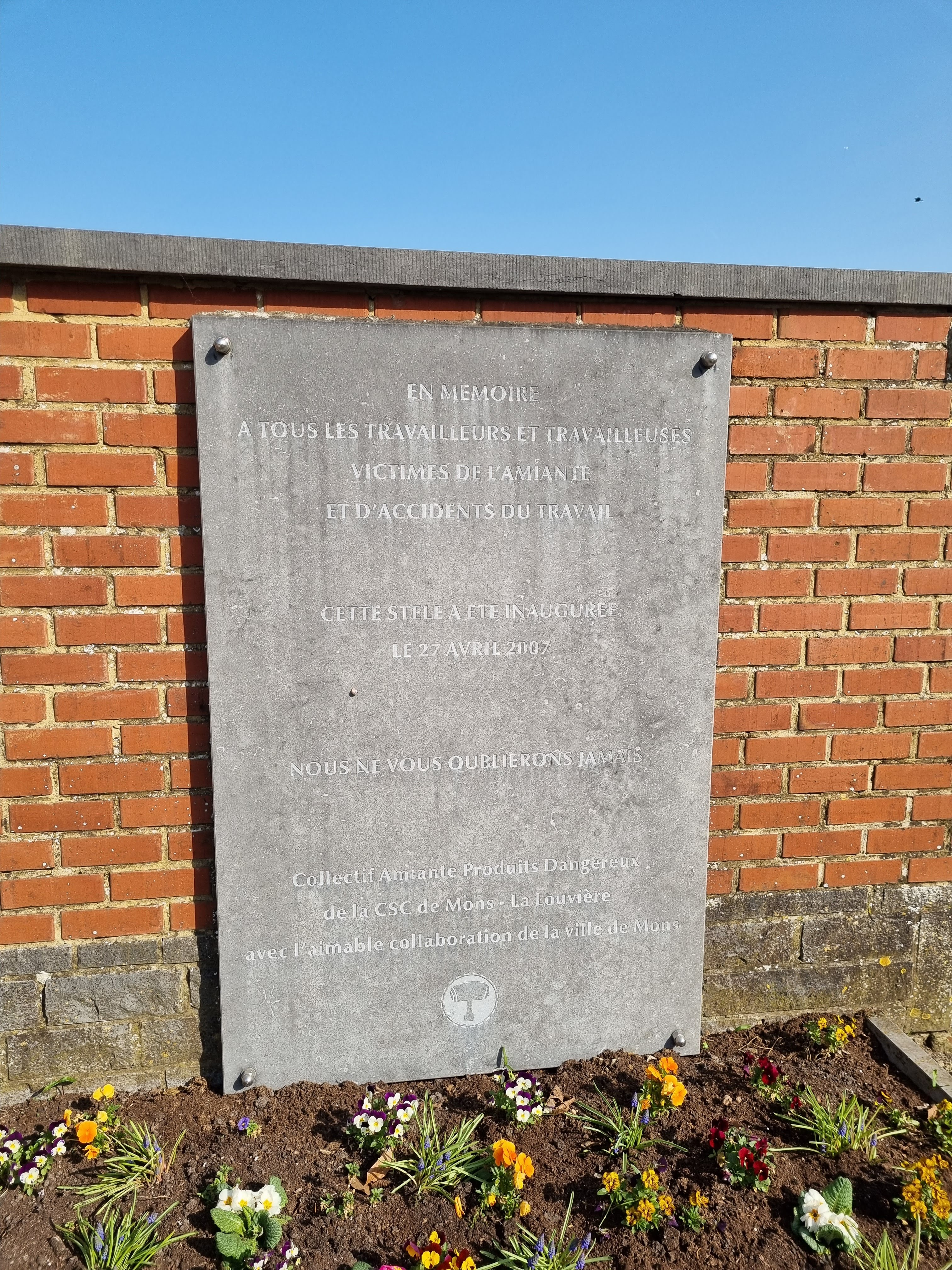
Stèle du monument - avril 2007.

### Cimetière communal
Le cimetière communal se situe derrière l'église actuelle. Il aurait été déplacé en 1840. La plus ancienne partie de ce « nouveau » cimetière se situe derrière l'église tandis que les zones les plus récentes se trouvent dans l'axe du portail d'entrée, autour d'une grande pelouse. L'ensemble est clôturé d'un mur de briques.
Parmi les éléments remarquables du cimetière, on notera : 
- Le monument funéraire des familles Derenne-Bougard et Derenne-Nicodème. Construit dans la première moitié du XXe siècle, proche de la chapelle du Calvaire. Il est signé par le sculpteur A. Gervais originaire de Mons. Il est de style Art Déco, comme plusieurs autres tombes du cimetière.

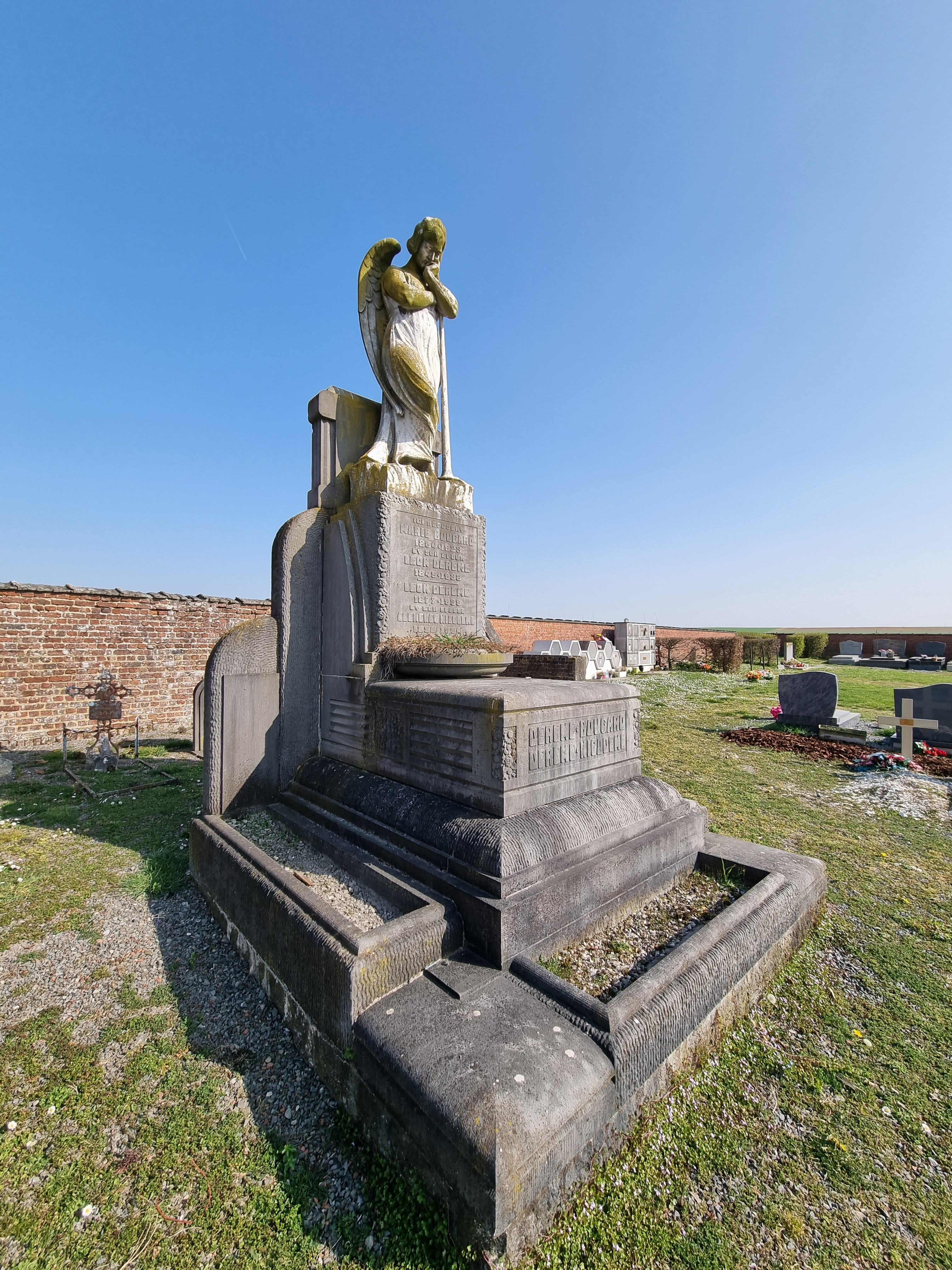
Monument funéraire - A. Gervais.
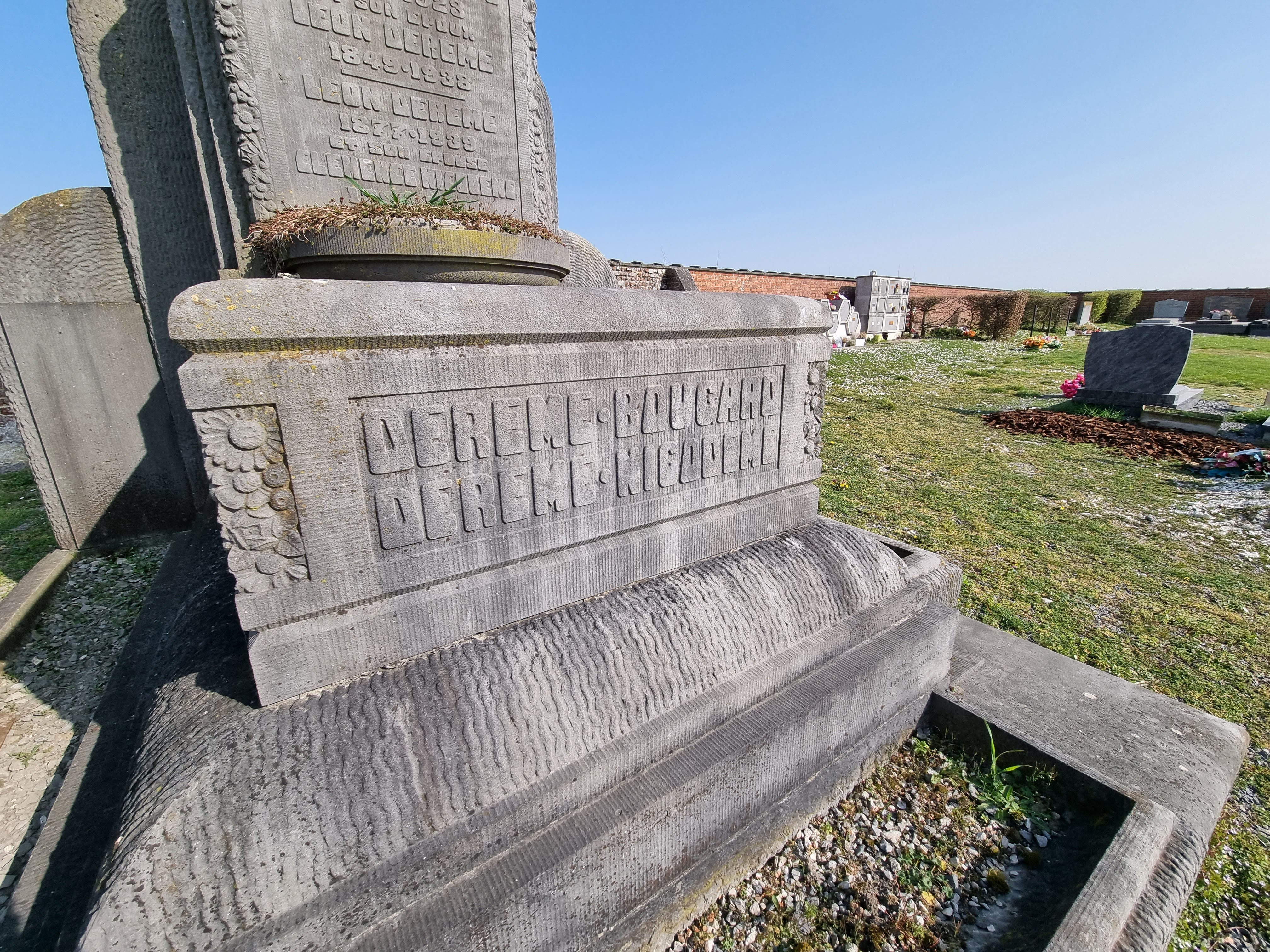
Monument funéraire - A. Gervais.

- Un ensemble conséquent de croix funéraires en métal. Les sépultures d'adultes se trouvant dans le fond du cimetière tandis que les tombes d'enfants se trouvent au pied du chœur de l'église.
- Un caisson funéraire[15] en zinc, bien conservé surplombant la tombe Gobert - Woutquenne.

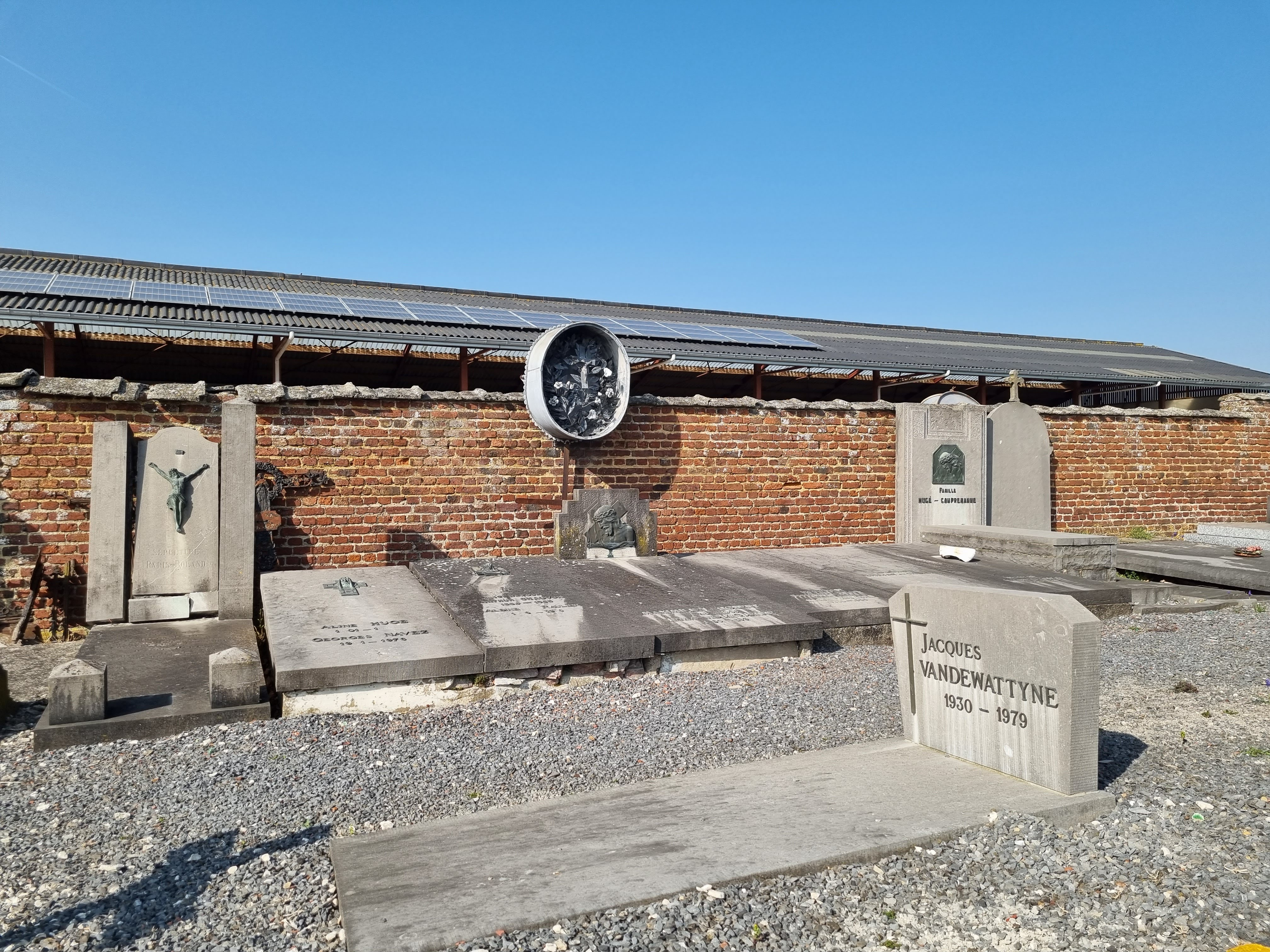
Caisson funéraire.
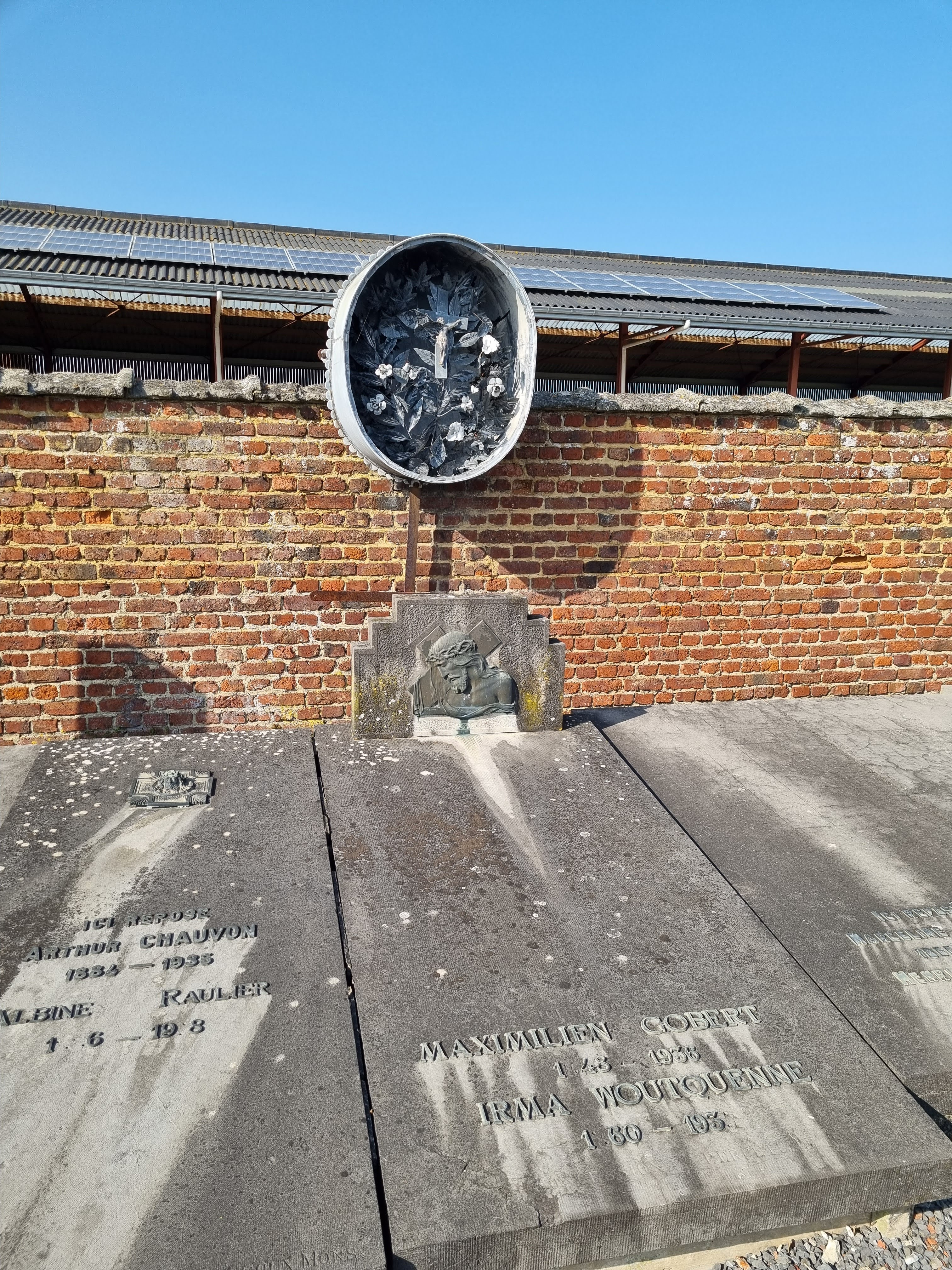
Caisson funéraire.
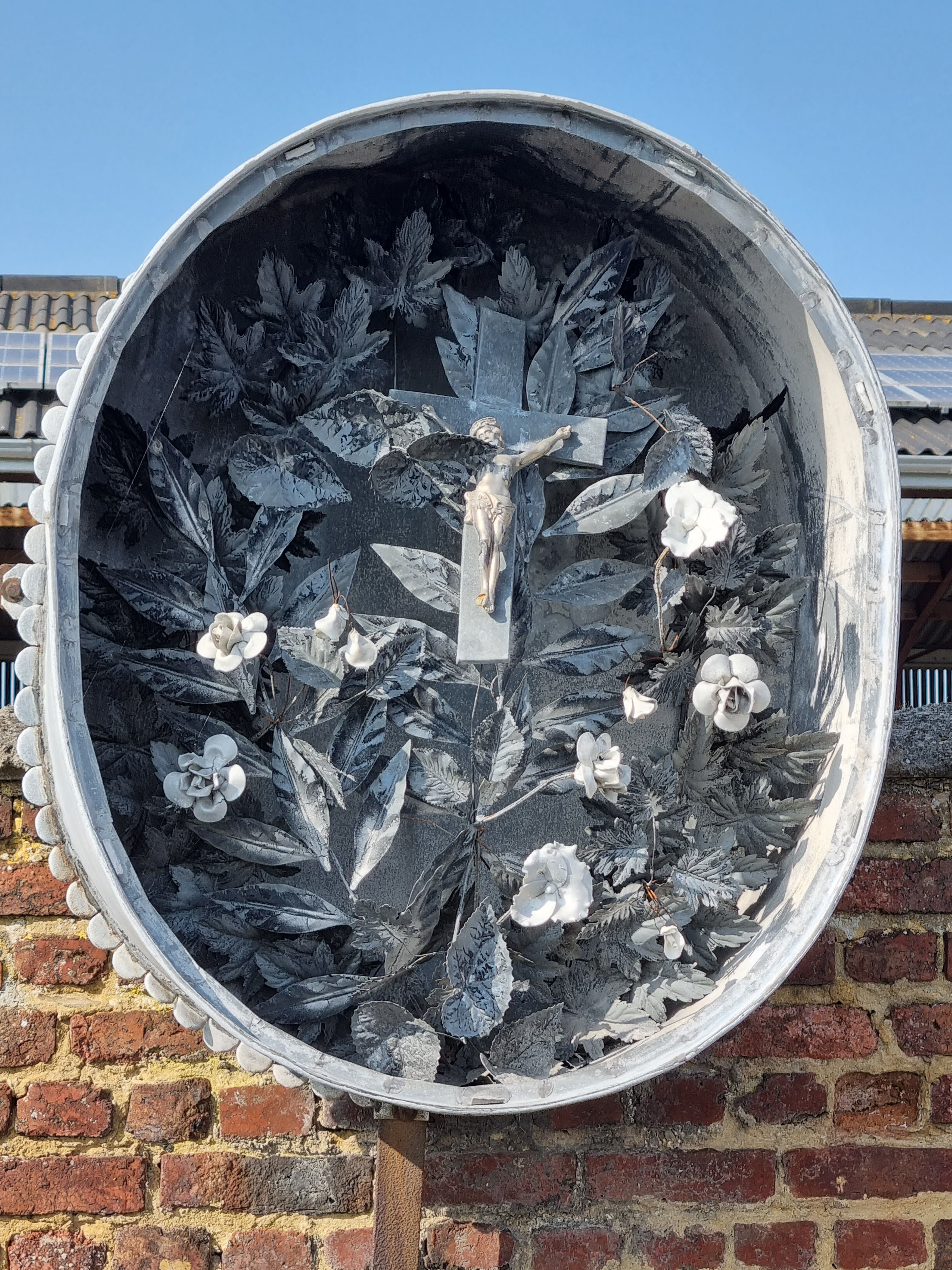
Caisson funéraire.

- Le monument funéraire de la famille Blondeau-Deghilage.
- La sépulture des carmélites de Toulon, ayant probablement vécu dans l'ancien couvent du village.
- Plusieurs tombes de combattants et victimes des conflits mondiaux, réparties plus discrètement dans le cimetière.
- Enfin, au fil des tombes, on retrouve les marques et symoboles habituels liés à ce type de lieux.

### Bâtisses et patrimoine architectural
Établis en parallèle à la Trouille, le village d'Harmignies s'étire le long de la route de Beaumont, dans une cuvette formée par le ruisseau qui ondule en son sein. Il est entouré de champs et de prairies, qui en marquent clairement la séparation de la localité avec les villages voisins. Nombre de bâtisses anciennes dans le village témoignent de cette composante agricole.
Dès le XVIIIe siècle, sur la carte de Ferraris, on remarque que deux voies s'écartent de cet axe principal. La première part en boucle vers le sud pour rejoindre le hameau ancien de Petit Harveng et son moulin à eau. La seconde coupe transversalement cet axe pour rejoindre les villages voisins de d'Harveng à l'Ouest et de Villers-Saint-Ghislain à l'Est. À l'écart, au nord-ouest, se trouve, isolée aujourd'hui, la ferme de Beugnies, seul vestige d'une ancien château disparu. Les parties les plus anciennes du village sont donc à chercher le long de cet axe (chaussée de Beaumont), de la Rue Berlanger et de la Rue du Petit Harveng. Il est probable que l'ancien centre du village soit à chercher du côté de la rue Vieille Église. Lieu probable également de l'ancien cimetière.
Au XIXe siècle, l'installation de la gare le long de la ligne Mons-Chimay au Nord-est du village, et le déploiement au Nord d'un site d'exploitation de la craie et d'une cimenterie, vont induire la création d'un nouveau quartier dans la direction de Villers-Saint-Ghislain. La nouvelle architecture qui s'y implante aura par conséquent un côté plus ouvrier, plus urbain, qu'on retrouvera alors à l'occasion dans les parties plus anciennes du village : chaussée de Beaumont et rue de Villers principalement.
Enfin, datant du XXe siècle et témoignant du développement industriel du village, plusieurs bâtisses ou ensemble d'habitations se démarquent du caractère rural du bâti d'ensemble. Certaines d'esprit Art Déco, d'autres clairement dans l'esprit des habitations ouvrières, sont assez étonnantes dans ce village rural.

### Art urbain contemporain
En octobre 2021, dans le cadre du projet lancé par la commune de Mons : "L'art habite la ville", une imposante fresque de l'artiste mexicain Farid Rueda a pris place sur le mur d'une habitation au numéro 523 le long de la chaussée de Beaumont. Intitulée "The Guardian" (en français Le gardien), la fresque est visible en venant de Givry. L'ensemble, très coloré, dans un style considéré comme du muralisme mexicain contemporain, représente un aigle perché. L'artiste se serait inspiré du blason du village pour le choix du motif central. Habituel de son bestiaire, l'aigle ici, fait non seulement partie des motifs régulièrement repris par l'artiste, mais correspond totalement au travail de l'artiste qui intègre ses œuvres au lieu qui les accueille. 

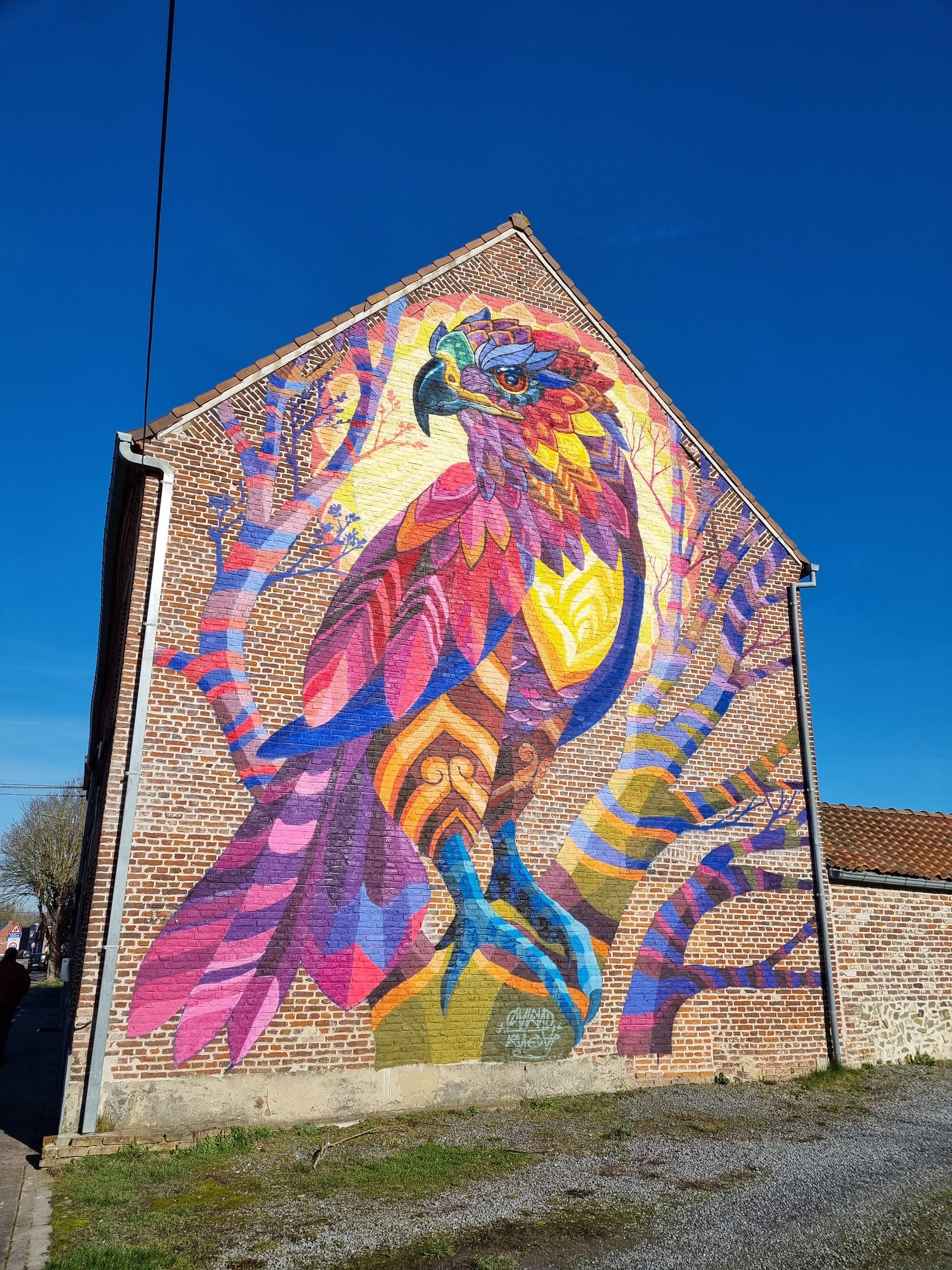
The Guardian Farid Rueda Harmignies.
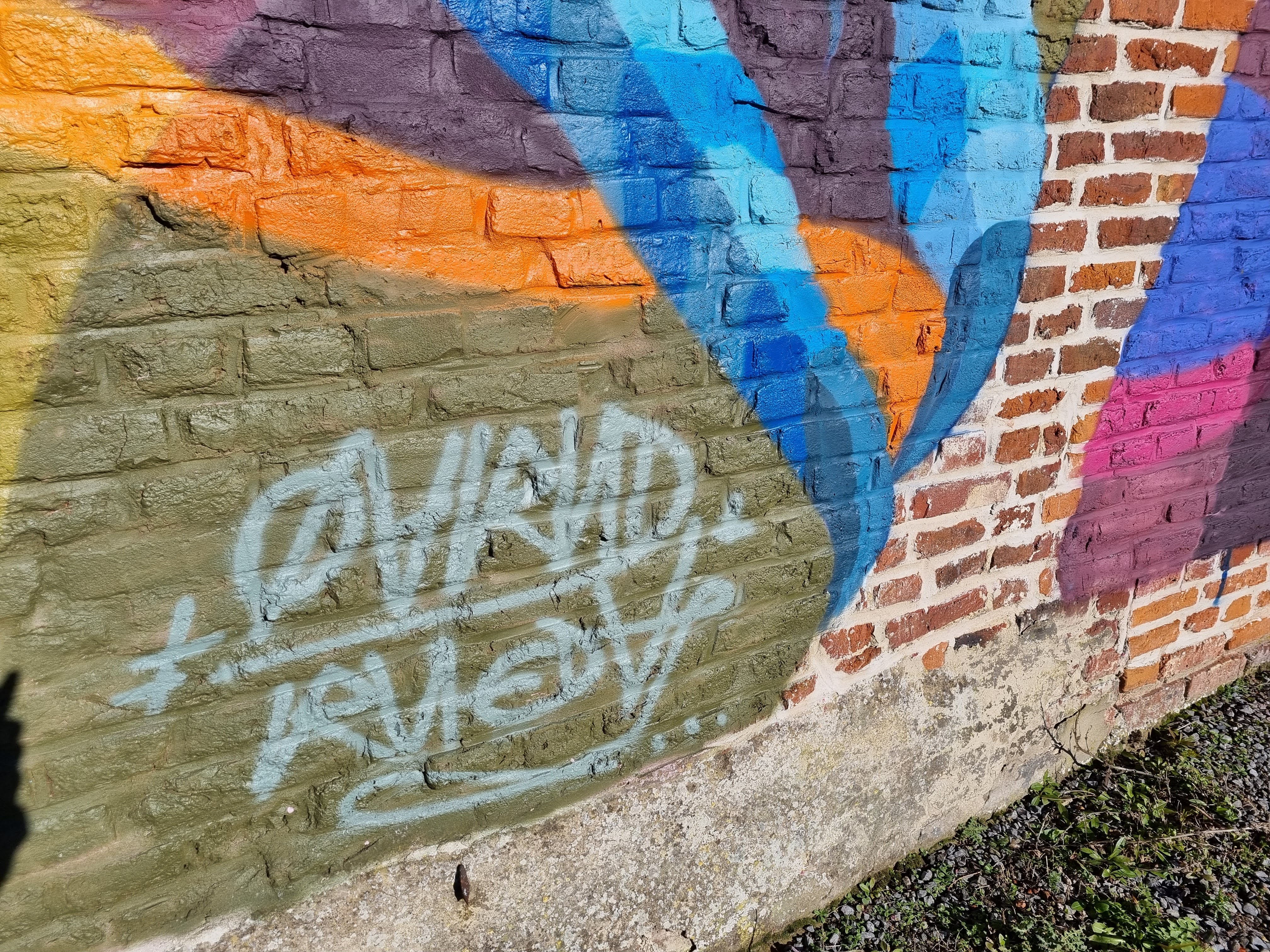
The Guardian Farid Rueda Harmignies Signature.

## Galerie

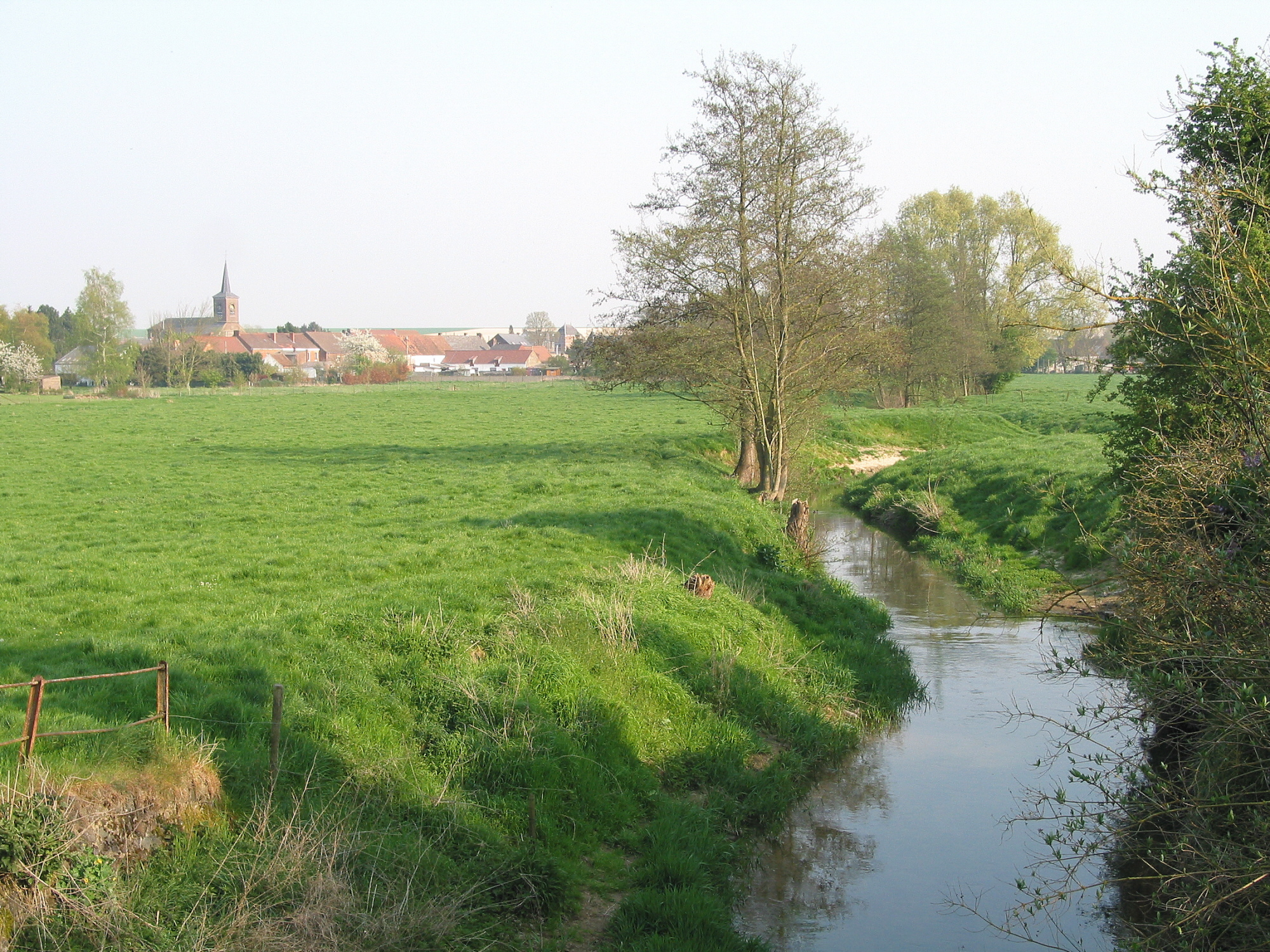
Village et la Trouille vus depuis le pont de la route d'Harveng.
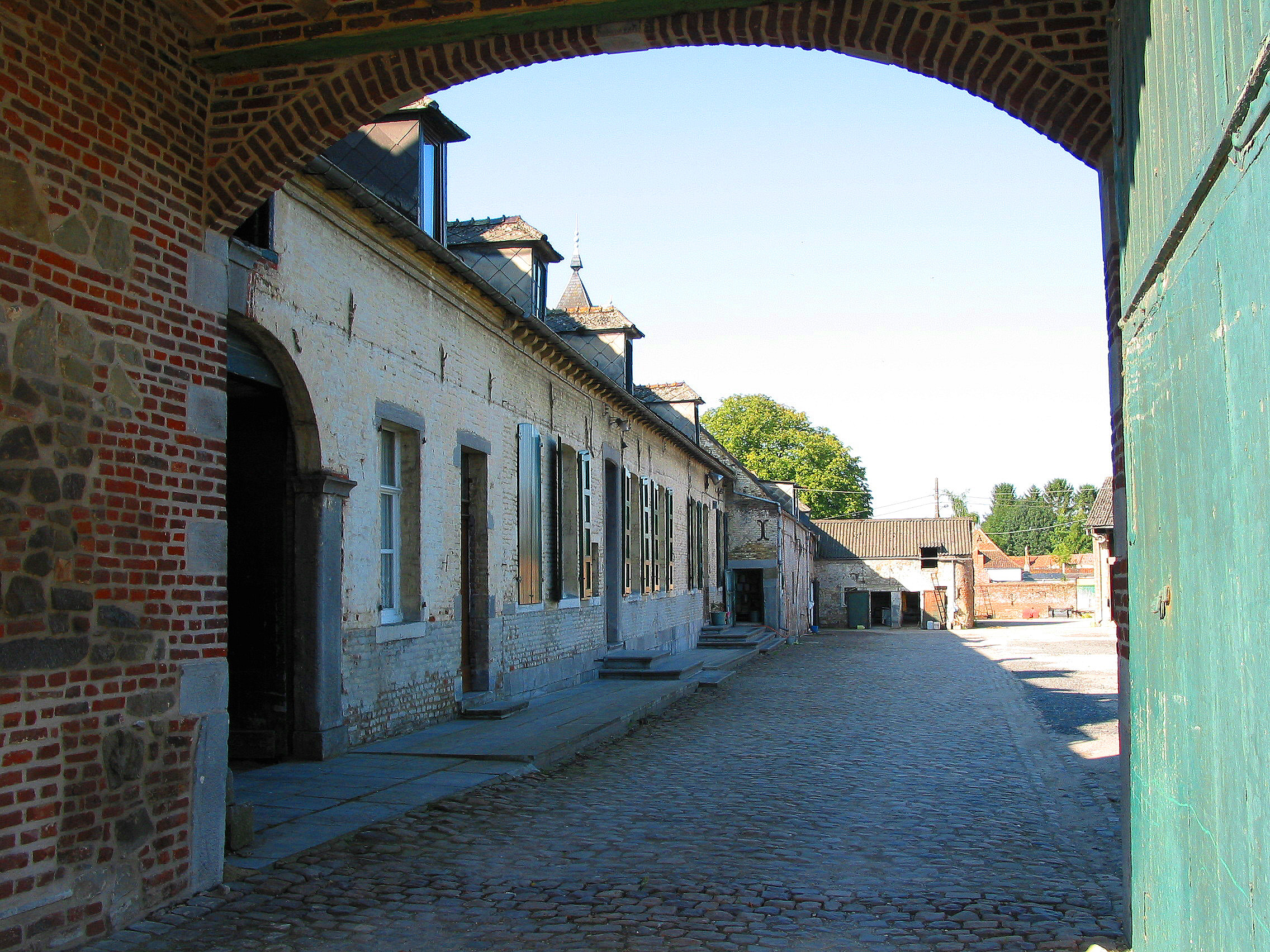
Ferme (XIXe siècle).
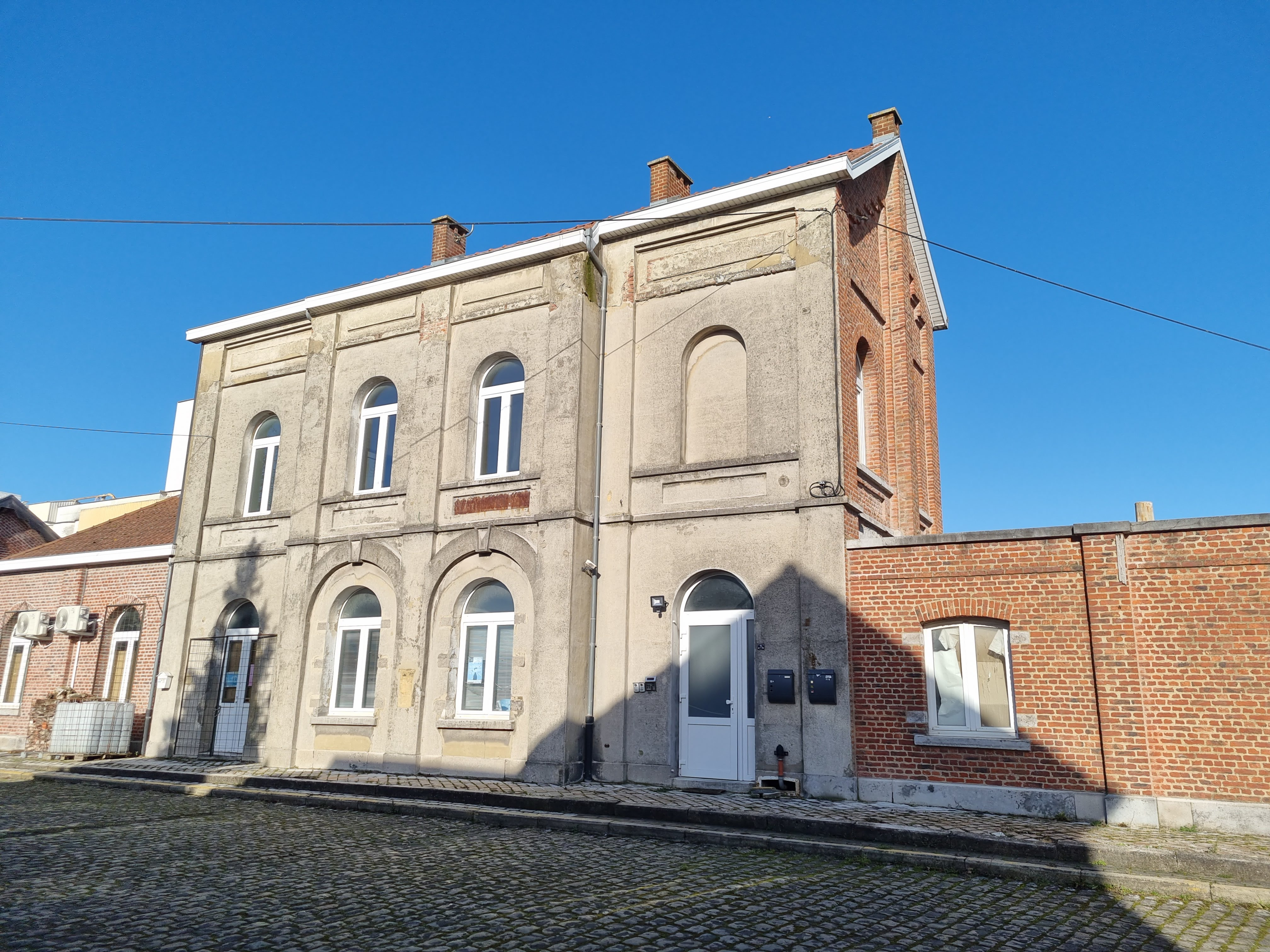
Ancienne gare, rue de Villers 71.

## Personnalités
- Félicien Stéphenne (1851-1917), industriel, est né à Harmignies.